# Lista över fornlämningar i Knivsta kommun
Lista över fornlämningar i Knivsta kommun är en förteckning av ett urval av de fornlämningar som finns i Knivsta kommun.

## Alsike
| Namn                       | Lämningstyp             | Tillkomsttid | Historisk indelning | Plats                  | Läge                 | ID-nr          | Bild                                      |
| -------------------------- | ----------------------- | ------------ | ------------------- | ---------------------- | -------------------- | -------------- | ----------------------------------------- |
| Alsike 5:1                 | Gravfält                |              | Alsike, Uppland     |                        | 59.735300, 17.754509 | 10020100050001 | Ladda upp en bild av detta fornminne      |
| U 480 (Alsike 7:1)         | Runristning             |              | Alsike, Uppland     | Runstensbacken, Hagsta | 59.740751, 17.747812 | 10020100070001 | Ladda upp en till bild av detta fornminne |
| Alsike 9:1                 | Gravfält                |              | Alsike, Uppland     |                        | 59.740634, 17.739991 | 10020100090001 | Ladda upp en bild av detta fornminne      |
| U 479 (Alsike 10:1)        | Runristning             |              | Alsike, Uppland     | Prästgården            | 59.737615, 17.728285 | 10020100100001 | Ladda upp en till bild av detta fornminne |
| Alsike 12:1                | Stensättning            |              | Alsike, Uppland     |                        | 59.740335, 17.737131 | 10020100120001 | Ladda upp en bild av detta fornminne      |
| Alsike 12:2                | Stensättning            |              | Alsike, Uppland     |                        | 59.740040, 17.737395 | 10020100120002 | Ladda upp en bild av detta fornminne      |
| Alsike 12:3                | Stensättning            |              | Alsike, Uppland     |                        | 59.739945, 17.737404 | 10020100120003 | Ladda upp en bild av detta fornminne      |
| Alsike 13:1                | Gravfält                |              | Alsike, Uppland     |                        | 59.735588, 17.717986 | 10020100130001 | Ladda upp en bild av detta fornminne      |
| Alsike 14:1                | Stensättning            |              | Alsike, Uppland     |                        | 59.734926, 17.710871 | 10020100140001 | Ladda upp en bild av detta fornminne      |
| Alsike 14:2                | Stensättning            |              | Alsike, Uppland     |                        | 59.734943, 17.711035 | 10020100140002 | Ladda upp en bild av detta fornminne      |
| Alsike 14:3                | Hög                     |              | Alsike, Uppland     |                        | 59.734990, 17.711326 | 10020100140003 | Ladda upp en bild av detta fornminne      |
| U Fv1948;168 (Alsike 15:1) | Runristning             |              | Alsike, Uppland     | Alsike kyrka           | 59.732535, 17.683575 | 10020100150001 | Ladda upp en till bild av detta fornminne |
| Alsike 21:1                | Stensättning            |              | Alsike, Uppland     |                        | 59.737353, 17.663919 | 10020100210001 | Ladda upp en bild av detta fornminne      |
| Alsike 22:1                | Gravfält                |              | Alsike, Uppland     |                        | 59.733710, 17.673371 | 10020100220001 | Ladda upp en bild av detta fornminne      |
| Alsike 23:1                | Gravfält                |              | Alsike, Uppland     |                        | 59.732964, 17.672742 | 10020100230001 | Ladda upp en bild av detta fornminne      |
| Alsike 24:1                | Gravfält                |              | Alsike, Uppland     |                        | 59.734190, 17.672379 | 10020100240001 | Ladda upp en bild av detta fornminne      |
| Alsike 25:1                | Stensättning            |              | Alsike, Uppland     |                        | 59.731490, 17.692697 | 10020100250001 | Ladda upp en bild av detta fornminne      |
| Alsike 26:1                | Gravfält                |              | Alsike, Uppland     |                        | 59.731550, 17.674829 | 10020100260001 | Ladda upp en bild av detta fornminne      |
| Alsike 28:1                | Röse                    |              | Alsike, Uppland     |                        | 59.747189, 17.639637 | 10020100280001 | Ladda upp en bild av detta fornminne      |
| Alsike 29:1                | Gravfält                |              | Alsike, Uppland     |                        | 59.754227, 17.649980 | 10020100290001 | Ladda upp en bild av detta fornminne      |
| Alsike 30:1                | Stensättning            |              | Alsike, Uppland     |                        | 59.753235, 17.650495 | 10020100300001 | Ladda upp en bild av detta fornminne      |
| Alsike 31:1                | Fornborg                |              | Alsike, Uppland     |                        | 59.749537, 17.637275 | 10020100310001 | Ladda upp en bild av detta fornminne      |
| Alsike 33:1                | Gravfält                |              | Alsike, Uppland     |                        | 59.755260, 17.646372 | 10020100330001 | Ladda upp en bild av detta fornminne      |
| Alsike 34:1                | Gravfält                |              | Alsike, Uppland     |                        | 59.758366, 17.639651 | 10020100340001 | Ladda upp en bild av detta fornminne      |
| Alsike 35:1                | Gravfält                |              | Alsike, Uppland     |                        | 59.757028, 17.641424 | 10020100350001 | Ladda upp en bild av detta fornminne      |
| Alsike 37:1                | Gravfält                |              | Alsike, Uppland     |                        | 59.756278, 17.650558 | 10020100370001 | Ladda upp en bild av detta fornminne      |
| Alsike 40:1                | Stensättning            |              | Alsike, Uppland     |                        | 59.729574, 17.699798 | 10020100400001 | Ladda upp en bild av detta fornminne      |
| Alsike 41:1                | Gravfält                |              | Alsike, Uppland     |                        | 59.727909, 17.690985 | 10020100410001 | Ladda upp en bild av detta fornminne      |
| Alsike 42:1                | Stensättning            |              | Alsike, Uppland     |                        | 59.784883, 17.656362 | 10020100420001 | Ladda upp en bild av detta fornminne      |
| Alsike 45:1                | Gravfält                |              | Alsike, Uppland     |                        | 59.738085, 17.763113 | 10020100450001 | Ladda upp en bild av detta fornminne      |
| Alsike 46:1                | Hällristning            |              | Alsike, Uppland     |                        | 59.738684, 17.762717 | 10020100460001 | Ladda upp en bild av detta fornminne      |
| Alsike 47:1                | Gravfält                |              | Alsike, Uppland     |                        | 59.738877, 17.765930 | 10020100470001 | Ladda upp en bild av detta fornminne      |
| Alsike 47:2                | Hög                     |              | Alsike, Uppland     |                        | 59.739394, 17.765800 | 10020100470002 | Ladda upp en bild av detta fornminne      |
| Alsike 48:1                | Hög                     |              | Alsike, Uppland     |                        | 59.755434, 17.751156 | 10020100480001 | Ladda upp en bild av detta fornminne      |
| Alsike 49:1                | Stensättning            |              | Alsike, Uppland     |                        | 59.754799, 17.741113 | 10020100490001 | Ladda upp en bild av detta fornminne      |
| Alsike 49:2                | Stensättning            |              | Alsike, Uppland     |                        | 59.754691, 17.741146 | 10020100490002 | Ladda upp en bild av detta fornminne      |
| Alsike 49:3                | Stensättning            |              | Alsike, Uppland     |                        | 59.754732, 17.740896 | 10020100490003 | Ladda upp en bild av detta fornminne      |
| Alsike 54:1                | Hällristning            |              | Alsike, Uppland     |                        | 59.738268, 17.759466 | 10020100540001 | Ladda upp en bild av detta fornminne      |
| Alsike 70:1                | Gravfält                |              | Alsike, Uppland     |                        | 59.744970, 17.761691 | 10020100700001 | Ladda upp en bild av detta fornminne      |
| Alsike 73:1                | Gravfält                |              | Alsike, Uppland     |                        | 59.734831, 17.675327 | 10020100730001 | Ladda upp en bild av detta fornminne      |
| Alsike 91:1                | Grav- och boplatsområde |              | Alsike, Uppland     |                        | 59.755879, 17.750528 | 10020100910001 | Ladda upp en bild av detta fornminne      |
| Alsike 93:1                | Gravfält                |              | Alsike, Uppland     |                        | 59.751179, 17.745746 | 10020100930001 | Ladda upp en bild av detta fornminne      |

## Husby-Långhundra
| Namn                                 | Lämningstyp                 | Tillkomsttid | Historisk indelning       | Plats                  | Läge                 | ID-nr          | Bild                                      |
| ------------------------------------ | --------------------------- | ------------ | ------------------------- | ---------------------- | -------------------- | -------------- | ----------------------------------------- |
| Husby-Långhundra 2:1                 | Stensättning                |              | Husby-Långhundra, Uppland |                        | 59.739965, 18.083778 | 10023800020001 | Ladda upp en bild av detta fornminne      |
| Husby-Långhundra 4:1                 | Stensättning                |              | Husby-Långhundra, Uppland |                        | 59.740755, 18.083918 | 10023800040001 | Ladda upp en bild av detta fornminne      |
| Husby-Långhundra 7:1                 | Gravfält                    |              | Husby-Långhundra, Uppland |                        | 59.747063, 18.069584 | 10023800070001 | Ladda upp en bild av detta fornminne      |
| Husby-Långhundra 8:1                 | Stensättning                |              | Husby-Långhundra, Uppland |                        | 59.747899, 18.070452 | 10023800080001 | Ladda upp en bild av detta fornminne      |
| Husby-Långhundra 8:2                 | Stensättning                |              | Husby-Långhundra, Uppland |                        | 59.747904, 18.070189 | 10023800080002 | Ladda upp en bild av detta fornminne      |
| Husby-Långhundra 10:1                | Stensättning                |              | Husby-Långhundra, Uppland |                        | 59.748543, 18.072694 | 10023800100001 | Ladda upp en bild av detta fornminne      |
| Husby-Långhundra 14:1                | Röse                        |              | Husby-Långhundra, Uppland |                        | 59.743290, 18.086764 | 10023800140001 | Ladda upp en bild av detta fornminne      |
| Husby-Långhundra 15:1                | Gravfält                    |              | Husby-Långhundra, Uppland |                        | 59.745936, 18.062232 | 10023800150001 | Ladda upp en bild av detta fornminne      |
| Husby-Långhundra 16:1                | Stensättning                |              | Husby-Långhundra, Uppland |                        | 59.740047, 18.051404 | 10023800160001 | Ladda upp en bild av detta fornminne      |
| Husby-Långhundra 16:2                | Stensättning                |              | Husby-Långhundra, Uppland |                        | 59.740391, 18.051445 | 10023800160002 | Ladda upp en bild av detta fornminne      |
| Husby-Långhundra 16:3                | Stensättning                |              | Husby-Långhundra, Uppland |                        | 59.739753, 18.051322 | 10023800160003 | Ladda upp en bild av detta fornminne      |
| U 497 (Husby-Långhundra 18:1)        | Runristning                 |              | Husby-Långhundra, Uppland | Tibble                 | 59.742887, 18.037806 | 10023800180001 | Ladda upp en bild av detta fornminne      |
| Husby-Långhundra 22:1                | Stensättning                |              | Husby-Långhundra, Uppland |                        | 59.742025, 18.035934 | 10023800220001 | Ladda upp en bild av detta fornminne      |
| Husby-Långhundra 22:2                | Stensättning                |              | Husby-Långhundra, Uppland |                        | 59.741852, 18.036218 | 10023800220002 | Ladda upp en bild av detta fornminne      |
| Husby-Långhundra 22:3                | Stensättning                |              | Husby-Långhundra, Uppland |                        | 59.742370, 18.036594 | 10023800220003 | Ladda upp en bild av detta fornminne      |
| U 496 (Husby-Långhundra 24:1)        | Runristning                 |              | Husby-Långhundra, Uppland | Gullhögen              | 59.744705, 18.038417 | 10023800240001 | Ladda upp en till bild av detta fornminne |
| Husby-Långhundra 25:1                | Gravfält                    |              | Husby-Långhundra, Uppland |                        | 59.744319, 18.037014 | 10023800250001 | Ladda upp en bild av detta fornminne      |
| Husby-Långhundra 26:1                | Stensättning                |              | Husby-Långhundra, Uppland |                        | 59.743952, 18.035506 | 10023800260001 | Ladda upp en bild av detta fornminne      |
| Husby-Långhundra 27:1                | Gravfält                    |              | Husby-Långhundra, Uppland |                        | 59.744959, 18.035073 | 10023800270001 | Ladda upp en bild av detta fornminne      |
| Husby-Långhundra 28:1                | Gravfält                    |              | Husby-Långhundra, Uppland |                        | 59.746286, 18.032901 | 10023800280001 | Ladda upp en bild av detta fornminne      |
| Gullhögen (Husby-Långhundra 30:1)    | Gravfält                    |              | Husby-Långhundra, Uppland |                        | 59.745272, 18.033458 | 10023800300001 | Ladda upp en bild av detta fornminne      |
| Husby-Långhundra 32:1                | Gravfält                    |              | Husby-Långhundra, Uppland |                        | 59.751236, 18.028709 | 10023800320001 | Ladda upp en bild av detta fornminne      |
| Husby-Långhundra 33:1                | Gravfält                    |              | Husby-Långhundra, Uppland |                        | 59.751095, 18.027526 | 10023800330001 | Ladda upp en bild av detta fornminne      |
| Husby-Långhundra 34:1                | Gravfält                    |              | Husby-Långhundra, Uppland |                        | 59.751942, 18.030560 | 10023800340001 | Ladda upp en bild av detta fornminne      |
| Husby-Långhundra 35:1                | Stensättning                |              | Husby-Långhundra, Uppland |                        | 59.749642, 18.074655 | 10023800350001 | Ladda upp en bild av detta fornminne      |
| Husby-Långhundra 36:1                | Stensättning                |              | Husby-Långhundra, Uppland |                        | 59.752153, 18.033219 | 10023800360001 | Ladda upp en bild av detta fornminne      |
| Husby-Långhundra 37:1                | Hällristning                |              | Husby-Långhundra, Uppland |                        | 59.752009, 18.033643 | 10023800370001 | Ladda upp en bild av detta fornminne      |
| Husby-Långhundra 38:1                | Hög                         |              | Husby-Långhundra, Uppland |                        | 59.749967, 18.066027 | 10023800380001 | Ladda upp en bild av detta fornminne      |
| Husby-Långhundra 39:1                | Fornborg                    |              | Husby-Långhundra, Uppland |                        | 59.751788, 18.093941 | 10023800390001 | Ladda upp en bild av detta fornminne      |
| Husby-Långhundra 42:1                | Stensättning                |              | Husby-Långhundra, Uppland |                        | 59.763742, 18.082611 | 10023800420001 | Ladda upp en bild av detta fornminne      |
| Husby-Långhundra 44:1                | Stensättning                |              | Husby-Långhundra, Uppland |                        | 59.759118, 18.075959 | 10023800440001 | Ladda upp en bild av detta fornminne      |
| Husby-Långhundra 46:1                | Stensättning                |              | Husby-Långhundra, Uppland |                        | 59.753806, 18.067529 | 10023800460001 | Ladda upp en bild av detta fornminne      |
| Husby-Långhundra 46:2                | Stensättning                |              | Husby-Långhundra, Uppland |                        | 59.753952, 18.067111 | 10023800460002 | Ladda upp en bild av detta fornminne      |
| Husby-Långhundra 47:1                | Gravfält                    |              | Husby-Långhundra, Uppland |                        | 59.755552, 18.065430 | 10023800470001 | Ladda upp en bild av detta fornminne      |
| Husby-Långhundra 48:1                | Stensättning                |              | Husby-Långhundra, Uppland |                        | 59.755165, 18.062513 | 10023800480001 | Ladda upp en bild av detta fornminne      |
| Husby-Långhundra 49:1                | Stensättning                |              | Husby-Långhundra, Uppland |                        | 59.754542, 18.061673 | 10023800490001 | Ladda upp en bild av detta fornminne      |
| Husby-Långhundra 50:1                | Stensättning                |              | Husby-Långhundra, Uppland |                        | 59.753073, 18.062416 | 10023800500001 | Ladda upp en bild av detta fornminne      |
| Husby-Långhundra 51:1                | Stensättning                |              | Husby-Långhundra, Uppland |                        | 59.752711, 18.059386 | 10023800510001 | Ladda upp en bild av detta fornminne      |
| Husby-Långhundra 51:2                | Hög                         |              | Husby-Långhundra, Uppland |                        | 59.752616, 18.059730 | 10023800510002 | Ladda upp en bild av detta fornminne      |
| Husby-Långhundra 51:3                | Stensättning                |              | Husby-Långhundra, Uppland |                        | 59.752505, 18.059934 | 10023800510003 | Ladda upp en bild av detta fornminne      |
| Husby-Långhundra 51:4                | Stensättning                |              | Husby-Långhundra, Uppland |                        | 59.752321, 18.060174 | 10023800510004 | Ladda upp en bild av detta fornminne      |
| Husby-Långhundra 52:1                | Gravfält                    |              | Husby-Långhundra, Uppland |                        | 59.751905, 18.060695 | 10023800520001 | Ladda upp en bild av detta fornminne      |
| Husby-Långhundra 54:1                | Stensättning                |              | Husby-Långhundra, Uppland |                        | 59.751855, 18.066098 | 10023800540001 | Ladda upp en bild av detta fornminne      |
| Husby-Långhundra 55:1                | Gravfält                    |              | Husby-Långhundra, Uppland |                        | 59.754239, 18.056382 | 10023800550001 | Ladda upp en bild av detta fornminne      |
| Husby-Långhundra 56:1                | Gravfält                    |              | Husby-Långhundra, Uppland |                        | 59.760163, 18.031608 | 10023800560001 | Ladda upp en bild av detta fornminne      |
| Husby-Långhundra 57:1                | Stensättning                |              | Husby-Långhundra, Uppland |                        | 59.762751, 18.042146 | 10023800570001 | Ladda upp en bild av detta fornminne      |
| Husby-Långhundra 58:1                | Stensättning                |              | Husby-Långhundra, Uppland |                        | 59.759371, 18.037515 | 10023800580001 | Ladda upp en bild av detta fornminne      |
| Husby-Långhundra 59:1                | Gravfält                    |              | Husby-Långhundra, Uppland |                        | 59.751824, 18.053003 | 10023800590001 | Ladda upp en bild av detta fornminne      |
| Husby-Långhundra 60:1                | Gravfält                    |              | Husby-Långhundra, Uppland |                        | 59.753216, 18.053244 | 10023800600001 | Ladda upp en bild av detta fornminne      |
| Husby-Långhundra 61:1                | Gravfält                    |              | Husby-Långhundra, Uppland |                        | 59.754202, 18.041649 | 10023800610001 | Ladda upp en bild av detta fornminne      |
| Husby-Långhundra 62:1                | Gravfält                    |              | Husby-Långhundra, Uppland |                        | 59.754574, 18.039973 | 10023800620001 | Ladda upp en bild av detta fornminne      |
| Husby-Långhundra 63:1                | Hög                         |              | Husby-Långhundra, Uppland |                        | 59.755809, 18.040652 | 10023800630001 | Ladda upp en bild av detta fornminne      |
| Husby-Långhundra 64:1                | Stensättning                |              | Husby-Långhundra, Uppland |                        | 59.757153, 18.038783 | 10023800640001 | Ladda upp en bild av detta fornminne      |
| Husby-Långhundra 64:2                | Stensättning                |              | Husby-Långhundra, Uppland |                        | 59.757076, 18.039620 | 10023800640002 | Ladda upp en bild av detta fornminne      |
| Husby-Långhundra 65:1                | Stensättning                |              | Husby-Långhundra, Uppland |                        | 59.756529, 18.062690 | 10023800650001 | Ladda upp en bild av detta fornminne      |
| Husby-Långhundra 65:2                | Stensättning                |              | Husby-Långhundra, Uppland |                        | 59.756435, 18.062546 | 10023800650002 | Ladda upp en bild av detta fornminne      |
| Husby-Långhundra 65:3                | Stensättning                |              | Husby-Långhundra, Uppland |                        | 59.756421, 18.062784 | 10023800650003 | Ladda upp en bild av detta fornminne      |
| Husby-Långhundra 66:1                | Gravfält                    |              | Husby-Långhundra, Uppland |                        | 59.757922, 18.048122 | 10023800660001 | Ladda upp en bild av detta fornminne      |
| Husby-Långhundra 67:1                | Gravfält                    |              | Husby-Långhundra, Uppland |                        | 59.757347, 18.048744 | 10023800670001 | Ladda upp en bild av detta fornminne      |
| Husby-Långhundra 68:1                | Stensättning                |              | Husby-Långhundra, Uppland |                        | 59.757729, 18.049826 | 10023800680001 | Ladda upp en bild av detta fornminne      |
| Husby-Långhundra 69:1                | Gravfält                    |              | Husby-Långhundra, Uppland |                        | 59.756590, 18.052464 | 10023800690001 | Ladda upp en bild av detta fornminne      |
| Husby-Långhundra 70:1                | Gravfält                    |              | Husby-Långhundra, Uppland |                        | 59.762356, 18.049149 | 10023800700001 | Ladda upp en bild av detta fornminne      |
| Husby-Långhundra 72:1                | Stensättning                |              | Husby-Långhundra, Uppland |                        | 59.763570, 18.049239 | 10023800720001 | Ladda upp en bild av detta fornminne      |
| Husby-Långhundra 72:2                | Stensättning                |              | Husby-Långhundra, Uppland |                        | 59.763603, 18.048968 | 10023800720002 | Ladda upp en bild av detta fornminne      |
| Husby-Långhundra 72:3                | Stensättning                |              | Husby-Långhundra, Uppland |                        | 59.763797, 18.049152 | 10023800720003 | Ladda upp en bild av detta fornminne      |
| Husby-Långhundra 74:1                | Stensättning                |              | Husby-Långhundra, Uppland |                        | 59.763148, 18.048769 | 10023800740001 | Ladda upp en bild av detta fornminne      |
| Husby-Långhundra 76:1                | Gravfält                    |              | Husby-Långhundra, Uppland |                        | 59.763525, 18.053576 | 10023800760001 | Ladda upp en bild av detta fornminne      |
| Husby-Långhundra 79:1                | Gravfält                    |              | Husby-Långhundra, Uppland |                        | 59.759246, 18.059533 | 10023800790001 | Ladda upp en bild av detta fornminne      |
| Husby-Långhundra 79:2                | Hällristning                |              | Husby-Långhundra, Uppland |                        | 59.759367, 18.058976 | 10023800790002 | Ladda upp en bild av detta fornminne      |
| Husby-Långhundra 80:1                | Hög                         |              | Husby-Långhundra, Uppland |                        | 59.762770, 18.066015 | 10023800800001 | Ladda upp en bild av detta fornminne      |
| Husby-Långhundra 83:1                | Gravfält                    |              | Husby-Långhundra, Uppland |                        | 59.757480, 18.059695 | 10023800830001 | Ladda upp en bild av detta fornminne      |
| Husby-Långhundra 84:1                | Gravfält                    |              | Husby-Långhundra, Uppland |                        | 59.754301, 18.035951 | 10023800840001 | Ladda upp en bild av detta fornminne      |
| Husby-Långhundra 87:1                | Stensättning                |              | Husby-Långhundra, Uppland |                        | 59.780816, 18.071763 | 10023800870001 | Ladda upp en bild av detta fornminne      |
| Husby-Långhundra 87:2                | Röse                        |              | Husby-Långhundra, Uppland |                        | 59.781050, 18.071145 | 10023800870002 | Ladda upp en bild av detta fornminne      |
| Husby-Långhundra 88:1                | Röse                        |              | Husby-Långhundra, Uppland |                        | 59.771916, 18.090211 | 10023800880001 | Ladda upp en bild av detta fornminne      |
| Husby-Långhundra 89:1                | Stensättning                |              | Husby-Långhundra, Uppland |                        | 59.767091, 18.081284 | 10023800890001 | Ladda upp en bild av detta fornminne      |
| Husby-Långhundra 90:1                | Röse                        |              | Husby-Långhundra, Uppland |                        | 59.781377, 18.111670 | 10023800900001 | Ladda upp en bild av detta fornminne      |
| Husby-Långhundra 91:1                | Stensättning                |              | Husby-Långhundra, Uppland |                        | 59.778230, 18.101520 | 10023800910001 | Ladda upp en bild av detta fornminne      |
| Husby-Långhundra 91:2                | Stensättning                |              | Husby-Långhundra, Uppland |                        | 59.778421, 18.101376 | 10023800910002 | Ladda upp en bild av detta fornminne      |
| Husby-Långhundra 92:1                | Stensättning                |              | Husby-Långhundra, Uppland |                        | 59.777938, 18.100833 | 10023800920001 | Ladda upp en bild av detta fornminne      |
| Husby-Långhundra 93:1                | Stensättning                |              | Husby-Långhundra, Uppland |                        | 59.777674, 18.099837 | 10023800930001 | Ladda upp en bild av detta fornminne      |
| Husby-Långhundra 93:2                | Stensättning                |              | Husby-Långhundra, Uppland |                        | 59.777885, 18.099423 | 10023800930002 | Ladda upp en bild av detta fornminne      |
| Husby-Långhundra 93:3                | Stensättning                |              | Husby-Långhundra, Uppland |                        | 59.777912, 18.098881 | 10023800930003 | Ladda upp en bild av detta fornminne      |
| Husby-Långhundra 93:4                | Stensättning                |              | Husby-Långhundra, Uppland |                        | 59.778222, 18.099434 | 10023800930004 | Ladda upp en bild av detta fornminne      |
| Husby-Långhundra 95:2                | Stensättning                |              | Husby-Långhundra, Uppland |                        | 59.777781, 18.097545 | 10023800950002 | Ladda upp en bild av detta fornminne      |
| Husby-Långhundra 95:3                | Stensättning                |              | Husby-Långhundra, Uppland |                        | 59.777862, 18.097714 | 10023800950003 | Ladda upp en bild av detta fornminne      |
| Husby-Långhundra 95:4                | Stensättning                |              | Husby-Långhundra, Uppland |                        | 59.777970, 18.097731 | 10023800950004 | Ladda upp en bild av detta fornminne      |
| Husby-Långhundra 98:1                | Röse                        |              | Husby-Långhundra, Uppland |                        | 59.779152, 18.087274 | 10023800980001 | Ladda upp en bild av detta fornminne      |
| Husby-Långhundra 99:1                | Stensättning                |              | Husby-Långhundra, Uppland |                        | 59.779734, 18.087798 | 10023800990001 | Ladda upp en bild av detta fornminne      |
| Husby-Långhundra 101:1               | Gravfält                    |              | Husby-Långhundra, Uppland |                        | 59.752445, 18.017446 | 10023801010001 | Ladda upp en bild av detta fornminne      |
| Husby-Långhundra 102:1               | Gravfält                    |              | Husby-Långhundra, Uppland |                        | 59.751277, 18.016821 | 10023801020001 | Ladda upp en bild av detta fornminne      |
| U 495 (Husby-Långhundra 103:1)       | Runristning                 |              | Husby-Långhundra, Uppland | Husby-Långhundra kyrka | 59.750690, 18.017364 | 10023801030001 | Ladda upp en till bild av detta fornminne |
| U 494 (Husby-Långhundra 104:1)       | Runristning                 |              | Husby-Långhundra, Uppland | Husby-Långhundra kyrka | 59.750713, 18.017810 | 10023801040001 | Ladda upp en bild av detta fornminne      |
| Husby-Långhundra 105:1               | Stensättning                |              | Husby-Långhundra, Uppland |                        | 59.751547, 18.018180 | 10023801050001 | Ladda upp en bild av detta fornminne      |
| Husby-Långhundra 106:1               | Hög                         |              | Husby-Långhundra, Uppland |                        | 59.754577, 18.019479 | 10023801060001 | Ladda upp en bild av detta fornminne      |
| Husby-Långhundra 106:2               | Stensättning                |              | Husby-Långhundra, Uppland |                        | 59.754291, 18.019086 | 10023801060002 | Ladda upp en bild av detta fornminne      |
| Husby-Långhundra 106:3               | Stensättning                |              | Husby-Långhundra, Uppland |                        | 59.754422, 18.019113 | 10023801060003 | Ladda upp en bild av detta fornminne      |
| Brunnshögen (Husby-Långhundra 107:1) | Hög                         |              | Husby-Långhundra, Uppland |                        | 59.753822, 18.019024 | 10023801070001 | Ladda upp en bild av detta fornminne      |
| Brunnshögen (Husby-Långhundra 107:2) | Stensättning                |              | Husby-Långhundra, Uppland |                        | 59.753989, 18.018914 | 10023801070002 | Ladda upp en bild av detta fornminne      |
| Husby-Långhundra 108:1               | Hög                         |              | Husby-Långhundra, Uppland |                        | 59.754118, 18.020815 | 10023801080001 | Ladda upp en bild av detta fornminne      |
| Husby-Långhundra 109:1               | Hällristning                |              | Husby-Långhundra, Uppland |                        | 59.757189, 18.021708 | 10023801090001 | Ladda upp en bild av detta fornminne      |
| Husby-Långhundra 110:1               | Hög                         |              | Husby-Långhundra, Uppland |                        | 59.757358, 18.023037 | 10023801100001 | Ladda upp en bild av detta fornminne      |
| Husby-Långhundra 112:1               | Gravfält                    |              | Husby-Långhundra, Uppland |                        | 59.756025, 18.021393 | 10023801120001 | Ladda upp en bild av detta fornminne      |
| Husby-Långhundra 113:1               | Gravfält                    |              | Husby-Långhundra, Uppland |                        | 59.750437, 18.013475 | 10023801130001 | Ladda upp en bild av detta fornminne      |
| Husby-Långhundra 113:2               | Hällristning                |              | Husby-Långhundra, Uppland |                        | 59.750538, 18.013393 | 10023801130002 | Ladda upp en bild av detta fornminne      |
| Husby-Långhundra 113:3               | Hällristning                |              | Husby-Långhundra, Uppland |                        | 59.750573, 18.013661 | 10023801130003 | Ladda upp en bild av detta fornminne      |
| Husby-Långhundra 116:1               | Röse                        |              | Husby-Långhundra, Uppland |                        | 59.754251, 17.998872 | 10023801160001 | Ladda upp en bild av detta fornminne      |
| Husby-Långhundra 117:1               | Stensättning                |              | Husby-Långhundra, Uppland |                        | 59.753401, 17.998633 | 10023801170001 | Ladda upp en bild av detta fornminne      |
| Husby-Långhundra 118:1               | Fornborg                    |              | Husby-Långhundra, Uppland |                        | 59.755151, 17.998336 | 10023801180001 | Ladda upp en bild av detta fornminne      |
| Husby-Långhundra 119:1               | Stensättning                |              | Husby-Långhundra, Uppland |                        | 59.755480, 17.997031 | 10023801190001 | Ladda upp en bild av detta fornminne      |
| Husby-Långhundra 120:1               | Röse                        |              | Husby-Långhundra, Uppland |                        | 59.754764, 17.997151 | 10023801200001 | Ladda upp en bild av detta fornminne      |
| Husby-Långhundra 120:2               | Röse                        |              | Husby-Långhundra, Uppland |                        | 59.754469, 17.997110 | 10023801200002 | Ladda upp en bild av detta fornminne      |
| Husby-Långhundra 122:1               | Stensättning                |              | Husby-Långhundra, Uppland |                        | 59.753363, 17.995838 | 10023801220001 | Ladda upp en bild av detta fornminne      |
| Husby-Långhundra 122:2               | Stensättning                |              | Husby-Långhundra, Uppland |                        | 59.753226, 17.995510 | 10023801220002 | Ladda upp en bild av detta fornminne      |
| Husby-Långhundra 122:3               | Stensättning                |              | Husby-Långhundra, Uppland |                        | 59.753177, 17.995346 | 10023801220003 | Ladda upp en bild av detta fornminne      |
| Husby-Långhundra 125:1               | Stensättning                |              | Husby-Långhundra, Uppland |                        | 59.762366, 17.995052 | 10023801250001 | Ladda upp en bild av detta fornminne      |
| Husby-Långhundra 130:1               | Röse                        |              | Husby-Långhundra, Uppland |                        | 59.758247, 17.985586 | 10023801300001 | Ladda upp en bild av detta fornminne      |
| Husby-Långhundra 130:2               | Stensättning                |              | Husby-Långhundra, Uppland |                        | 59.758387, 17.985588 | 10023801300002 | Ladda upp en bild av detta fornminne      |
| Husby-Långhundra 131:1               | Röse                        |              | Husby-Långhundra, Uppland |                        | 59.760574, 17.985554 | 10023801310001 | Ladda upp en bild av detta fornminne      |
| Husby-Långhundra 133:1               | Grav- och boplatsområde     |              | Husby-Långhundra, Uppland |                        | 59.755497, 17.982929 | 10023801330001 | Ladda upp en bild av detta fornminne      |
| Husby-Långhundra 135:2               | Stensättning                |              | Husby-Långhundra, Uppland |                        | 59.754574, 17.981284 | 10023801350002 | Ladda upp en bild av detta fornminne      |
| Husby-Långhundra 137:1               | Hög                         |              | Husby-Långhundra, Uppland |                        | 59.755067, 17.978303 | 10023801370001 | Ladda upp en bild av detta fornminne      |
| Husby-Långhundra 138:1               | Grav- och boplatsområde     |              | Husby-Långhundra, Uppland |                        | 59.755072, 17.979793 | 10023801380001 | Ladda upp en bild av detta fornminne      |
| Husby-Långhundra 139:1               | Gravfält                    |              | Husby-Långhundra, Uppland |                        | 59.756168, 17.980917 | 10023801390001 | Ladda upp en bild av detta fornminne      |
| Husby-Långhundra 140:1               | Stensättning                |              | Husby-Långhundra, Uppland |                        | 59.758796, 17.981191 | 10023801400001 | Ladda upp en bild av detta fornminne      |
| Husby-Långhundra 140:2               | Stensättning                |              | Husby-Långhundra, Uppland |                        | 59.758865, 17.980961 | 10023801400002 | Ladda upp en bild av detta fornminne      |
| Husby-Långhundra 141:1               | Röse                        |              | Husby-Långhundra, Uppland |                        | 59.759508, 17.985510 | 10023801410001 | Ladda upp en bild av detta fornminne      |
| Husby-Långhundra 141:2               | Stensättning                |              | Husby-Långhundra, Uppland |                        | 59.759554, 17.985717 | 10023801410002 | Ladda upp en bild av detta fornminne      |
| Husby-Långhundra 141:3               | Röse                        |              | Husby-Långhundra, Uppland |                        | 59.759317, 17.985213 | 10023801410003 | Ladda upp en bild av detta fornminne      |
| Husby-Långhundra 141:4               | Stensättning                |              | Husby-Långhundra, Uppland |                        | 59.759423, 17.985095 | 10023801410004 | Ladda upp en bild av detta fornminne      |
| Husby-Långhundra 143:1               | Stensättning                |              | Husby-Långhundra, Uppland |                        | 59.756414, 17.977937 | 10023801430001 | Ladda upp en bild av detta fornminne      |
| Husby-Långhundra 144:1               | Gravfält                    |              | Husby-Långhundra, Uppland |                        | 59.751873, 17.976167 | 10023801440001 | Ladda upp en bild av detta fornminne      |
| Husby-Långhundra 146:1               | Stensättning                |              | Husby-Långhundra, Uppland |                        | 59.753206, 17.975260 | 10023801460001 | Ladda upp en bild av detta fornminne      |
| Husby-Långhundra 147:1               | Stensättning                |              | Husby-Långhundra, Uppland |                        | 59.753572, 17.974058 | 10023801470001 | Ladda upp en bild av detta fornminne      |
| Husby-Långhundra 149:1               | Stensättning                |              | Husby-Långhundra, Uppland |                        | 59.752217, 17.969449 | 10023801490001 | Ladda upp en bild av detta fornminne      |
| Husby-Långhundra 150:1               | Gravfält                    |              | Husby-Långhundra, Uppland |                        | 59.752652, 17.968631 | 10023801500001 | Ladda upp en bild av detta fornminne      |
| Husby-Långhundra 151:1               | Hög                         |              | Husby-Långhundra, Uppland |                        | 59.753825, 17.967840 | 10023801510001 | Ladda upp en bild av detta fornminne      |
| Husby-Långhundra 152:1               | Gravfält                    |              | Husby-Långhundra, Uppland |                        | 59.753474, 17.960986 | 10023801520001 | Ladda upp en bild av detta fornminne      |
| Husby-Långhundra 153:1               | Gravfält                    |              | Husby-Långhundra, Uppland |                        | 59.753400, 17.958630 | 10023801530001 | Ladda upp en bild av detta fornminne      |
| Husby-Långhundra 154:1               | Gravfält                    |              | Husby-Långhundra, Uppland |                        | 59.752624, 17.962097 | 10023801540001 | Ladda upp en bild av detta fornminne      |
| Husby-Långhundra 155:1               | Gravfält                    |              | Husby-Långhundra, Uppland |                        | 59.754520, 17.949192 | 10023801550001 | Ladda upp en till bild av detta fornminne |
| Broborg (Husby-Långhundra 156:1)     | Fornborg                    |              | Husby-Långhundra, Uppland |                        | 59.755571, 17.951568 | 10023801560001 | Ladda upp en till bild av detta fornminne |
| Grimsahögen (Husby-Långhundra 157:1) | Hög                         |              | Husby-Långhundra, Uppland |                        | 59.754877, 17.944708 | 10023801570001 | Ladda upp en bild av detta fornminne      |
| Husby-Långhundra 158:1               | Stensättning                |              | Husby-Långhundra, Uppland |                        | 59.752577, 17.941198 | 10023801580001 | Ladda upp en bild av detta fornminne      |
| Husby-Långhundra 159:1               | Gravfält                    |              | Husby-Långhundra, Uppland |                        | 59.747637, 17.955407 | 10023801590001 | Ladda upp en bild av detta fornminne      |
| Husby-Långhundra 160:1               | Gravfält                    |              | Husby-Långhundra, Uppland |                        | 59.747474, 17.954112 | 10023801600001 | Ladda upp en bild av detta fornminne      |
| Husby-Långhundra 161:1               | Hög                         |              | Husby-Långhundra, Uppland |                        | 59.746318, 17.952152 | 10023801610001 | Ladda upp en bild av detta fornminne      |
| Husby-Långhundra 165:1               | Gravfält                    |              | Husby-Långhundra, Uppland |                        | 59.750090, 17.941463 | 10023801650001 | Ladda upp en bild av detta fornminne      |
| Husby-Långhundra 166:1               | Stensättning                |              | Husby-Långhundra, Uppland |                        | 59.750053, 17.946841 | 10023801660001 | Ladda upp en bild av detta fornminne      |
| Husby-Långhundra 166:2               | Stensättning                |              | Husby-Långhundra, Uppland |                        | 59.750017, 17.946397 | 10023801660002 | Ladda upp en bild av detta fornminne      |
| Husby-Långhundra 167:1               | Hög                         |              | Husby-Långhundra, Uppland |                        | 59.749975, 17.945364 | 10023801670001 | Ladda upp en bild av detta fornminne      |
| Husby-Långhundra 167:2               | Stensättning                |              | Husby-Långhundra, Uppland |                        | 59.750124, 17.945544 | 10023801670002 | Ladda upp en bild av detta fornminne      |
| Husby-Långhundra 169:1               | Stensättning                |              | Husby-Långhundra, Uppland |                        | 59.745942, 17.966030 | 10023801690001 | Ladda upp en bild av detta fornminne      |
| Husby-Långhundra 170:1               | Gravfält                    |              | Husby-Långhundra, Uppland |                        | 59.745612, 17.971372 | 10023801700001 | Ladda upp en bild av detta fornminne      |
| Husby-Långhundra 172:1               | Röse                        |              | Husby-Långhundra, Uppland |                        | 59.746799, 17.978031 | 10023801720001 | Ladda upp en bild av detta fornminne      |
| Husby-Långhundra 173:1               | Stensättning                |              | Husby-Långhundra, Uppland |                        | 59.745079, 17.963826 | 10023801730001 | Ladda upp en bild av detta fornminne      |
| Husby-Långhundra 173:2               | Stensättning                |              | Husby-Långhundra, Uppland |                        | 59.745098, 17.963236 | 10023801730002 | Ladda upp en bild av detta fornminne      |
| Husby-Långhundra 173:3               | Stensättning                |              | Husby-Långhundra, Uppland |                        | 59.745162, 17.962839 | 10023801730003 | Ladda upp en bild av detta fornminne      |
| Husby-Långhundra 174:1               | Gravfält                    |              | Husby-Långhundra, Uppland |                        | 59.742741, 17.966077 | 10023801740001 | Ladda upp en bild av detta fornminne      |
| Husby-Långhundra 175:1               | Stensättning                |              | Husby-Långhundra, Uppland |                        | 59.740465, 17.965137 | 10023801750001 | Ladda upp en bild av detta fornminne      |
| Husby-Långhundra 175:2               | Stensättning                |              | Husby-Långhundra, Uppland |                        | 59.740698, 17.965468 | 10023801750002 | Ladda upp en bild av detta fornminne      |
| Husby-Långhundra 175:3               | Stensättning                |              | Husby-Långhundra, Uppland |                        | 59.740772, 17.965773 | 10023801750003 | Ladda upp en bild av detta fornminne      |
| Husby-Långhundra 176:1               | Stensättning                |              | Husby-Långhundra, Uppland |                        | 59.739989, 17.963252 | 10023801760001 | Ladda upp en bild av detta fornminne      |
| Husby-Långhundra 177:1               | Gravfält                    |              | Husby-Långhundra, Uppland |                        | 59.742368, 17.961003 | 10023801770001 | Ladda upp en bild av detta fornminne      |
| Husby-Långhundra 178:1               | Hög                         |              | Husby-Långhundra, Uppland |                        | 59.739697, 17.959139 | 10023801780001 | Ladda upp en bild av detta fornminne      |
| Husby-Långhundra 179:1               | Grav markerad av sten/block |              | Husby-Långhundra, Uppland |                        | 59.739609, 17.961785 | 10023801790001 | Ladda upp en bild av detta fornminne      |
| Husby-Långhundra 180:1               | Gravfält                    |              | Husby-Långhundra, Uppland |                        | 59.738904, 17.960841 | 10023801800001 | Ladda upp en bild av detta fornminne      |
| Husby-Långhundra 182:1               | Gravfält                    |              | Husby-Långhundra, Uppland |                        | 59.737496, 17.959050 | 10023801820001 | Ladda upp en bild av detta fornminne      |
| Husby-Långhundra 183:1               | Stensättning                |              | Husby-Långhundra, Uppland |                        | 59.737786, 17.960693 | 10023801830001 | Ladda upp en bild av detta fornminne      |
| Husby-Långhundra 183:2               | Stensättning                |              | Husby-Långhundra, Uppland |                        | 59.737661, 17.960634 | 10023801830002 | Ladda upp en bild av detta fornminne      |
| Husby-Långhundra 185:1               | Stensättning                |              | Husby-Långhundra, Uppland |                        | 59.737805, 17.961913 | 10023801850001 | Ladda upp en bild av detta fornminne      |
| Husby-Långhundra 187:1               | Gravfält                    |              | Husby-Långhundra, Uppland |                        | 59.736133, 17.956047 | 10023801870001 | Ladda upp en bild av detta fornminne      |
| Husby-Långhundra 188:1               | Gravfält                    |              | Husby-Långhundra, Uppland |                        | 59.739091, 17.953078 | 10023801880001 | Ladda upp en bild av detta fornminne      |
| Husby-Långhundra 189:1               | Gravfält                    |              | Husby-Långhundra, Uppland |                        | 59.739540, 17.952398 | 10023801890001 | Ladda upp en bild av detta fornminne      |
| Husby-Långhundra 190:1               | Stensättning                |              | Husby-Långhundra, Uppland |                        | 59.739888, 17.953441 | 10023801900001 | Ladda upp en bild av detta fornminne      |
| Husby-Långhundra 191:1               | Stensättning                |              | Husby-Långhundra, Uppland |                        | 59.732853, 17.944803 | 10023801910001 | Ladda upp en bild av detta fornminne      |
| Husby-Långhundra 193:1               | Fornborg                    |              | Husby-Långhundra, Uppland |                        | 59.741827, 17.988895 | 10023801930001 | Ladda upp en bild av detta fornminne      |
| Husby-Långhundra 195:1               | Stensättning                |              | Husby-Långhundra, Uppland |                        | 59.724801, 17.957601 | 10023801950001 | Ladda upp en bild av detta fornminne      |
| Husby-Långhundra 197:1               | Gravfält                    |              | Husby-Långhundra, Uppland |                        | 59.760913, 17.944955 | 10023801970001 | Ladda upp en bild av detta fornminne      |
| Husby-Långhundra 199:1               | Stenkammargrav              |              | Husby-Långhundra, Uppland |                        | 59.775058, 17.995178 | 10023801990001 | Ladda upp en bild av detta fornminne      |
| Husby-Långhundra 200:1               | Fornborg                    |              | Husby-Långhundra, Uppland |                        | 59.780412, 18.008143 | 10023802000001 | Ladda upp en bild av detta fornminne      |
| Husby-Långhundra 201:1               | Röse                        |              | Husby-Långhundra, Uppland |                        | 59.778563, 18.086361 | 10023802010001 | Ladda upp en bild av detta fornminne      |
| Husby-Långhundra 202:1               | Stensättning                |              | Husby-Långhundra, Uppland |                        | 59.774787, 18.081962 | 10023802020001 | Ladda upp en bild av detta fornminne      |
| Husby-Långhundra 204:1               | Stensättning                |              | Husby-Långhundra, Uppland |                        | 59.765539, 18.060467 | 10023802040001 | Ladda upp en bild av detta fornminne      |
| Husby-Långhundra 205:1               | Hög                         |              | Husby-Långhundra, Uppland |                        | 59.756811, 18.037416 | 10023802050001 | Ladda upp en bild av detta fornminne      |
| Husby-Långhundra 205:2               | Hög                         |              | Husby-Långhundra, Uppland |                        | 59.757009, 18.037650 | 10023802050002 | Ladda upp en bild av detta fornminne      |
| Husby-Långhundra 207:1               | Gravfält                    |              | Husby-Långhundra, Uppland |                        | 59.745694, 18.073726 | 10023802070001 | Ladda upp en bild av detta fornminne      |
| Husby-Långhundra 211:1               | Gravfält                    |              | Husby-Långhundra, Uppland |                        | 59.776327, 18.061569 | 10023802110001 | Ladda upp en bild av detta fornminne      |
| Husby-Långhundra 213:1               | Stensättning                |              | Husby-Långhundra, Uppland |                        | 59.778616, 18.078452 | 10023802130001 | Ladda upp en bild av detta fornminne      |
| Husby-Långhundra 214:1               | Stensättning                |              | Husby-Långhundra, Uppland |                        | 59.776328, 18.084832 | 10023802140001 | Ladda upp en bild av detta fornminne      |
| Husby-Långhundra 216:1               | Stensättning                |              | Husby-Långhundra, Uppland |                        | 59.782833, 18.083195 | 10023802160001 | Ladda upp en bild av detta fornminne      |
| Husby-Långhundra 216:2               | Stensättning                |              | Husby-Långhundra, Uppland |                        | 59.783182, 18.082684 | 10023802160002 | Ladda upp en bild av detta fornminne      |
| Husby-Långhundra 217:1               | Stensättning                |              | Husby-Långhundra, Uppland |                        | 59.783620, 18.082354 | 10023802170001 | Ladda upp en bild av detta fornminne      |
| Husby-Långhundra 223:1               | Stensättning                |              | Husby-Långhundra, Uppland |                        | 59.792915, 18.104077 | 10023802230001 | Ladda upp en bild av detta fornminne      |
| Husby-Långhundra 224:1               | Gravfält                    |              | Husby-Långhundra, Uppland |                        | 59.759662, 18.030084 | 10023802240001 | Ladda upp en bild av detta fornminne      |
| Husby-Långhundra 227:1               | Gravfält                    |              | Husby-Långhundra, Uppland |                        | 59.742059, 17.947566 | 10023802270001 | Ladda upp en bild av detta fornminne      |
| Husby-Långhundra 228:1               | Stensättning                |              | Husby-Långhundra, Uppland |                        | 59.745866, 17.950023 | 10023802280001 | Ladda upp en bild av detta fornminne      |
| Husby-Långhundra 228:2               | Stensättning                |              | Husby-Långhundra, Uppland |                        | 59.745842, 17.950274 | 10023802280002 | Ladda upp en bild av detta fornminne      |
| Husby-Långhundra 230:1               | Stensättning                |              | Husby-Långhundra, Uppland |                        | 59.751115, 18.074575 | 10023802300001 | Ladda upp en bild av detta fornminne      |
| Husby-Långhundra 231:1               | Stensättning                |              | Husby-Långhundra, Uppland |                        | 59.752322, 18.059036 | 10023802310001 | Ladda upp en bild av detta fornminne      |
| Husby-Långhundra 232:1               | Fornborg                    |              | Husby-Långhundra, Uppland |                        | 59.751861, 18.066092 | 10023802320001 | Ladda upp en bild av detta fornminne      |
| Husby-Långhundra 233:1               | Gravfält                    |              | Husby-Långhundra, Uppland |                        | 59.757005, 18.061941 | 10023802330001 | Ladda upp en bild av detta fornminne      |
| Husby-Långhundra 235:1               | Stensättning                |              | Husby-Långhundra, Uppland |                        | 59.760856, 18.071648 | 10023802350001 | Ladda upp en bild av detta fornminne      |
| Husby-Långhundra 235:2               | Stensättning                |              | Husby-Långhundra, Uppland |                        | 59.760745, 18.071811 | 10023802350002 | Ladda upp en bild av detta fornminne      |
| Husby-Långhundra 235:3               | Stensättning                |              | Husby-Långhundra, Uppland |                        | 59.760607, 18.071492 | 10023802350003 | Ladda upp en bild av detta fornminne      |
| Husby-Långhundra 235:4               | Stensättning                |              | Husby-Långhundra, Uppland |                        | 59.760598, 18.071716 | 10023802350004 | Ladda upp en bild av detta fornminne      |
| Husby-Långhundra 236:1               | Stensättning                |              | Husby-Långhundra, Uppland |                        | 59.763944, 18.055654 | 10023802360001 | Ladda upp en bild av detta fornminne      |
| Husby-Långhundra 236:2               | Stensättning                |              | Husby-Långhundra, Uppland |                        | 59.763715, 18.055431 | 10023802360002 | Ladda upp en bild av detta fornminne      |
| Husby-Långhundra 237:1               | Stensättning                |              | Husby-Långhundra, Uppland |                        | 59.729393, 17.983464 | 10023802370001 | Ladda upp en bild av detta fornminne      |
| Husby-Långhundra 238:1               | Gravfält                    |              | Husby-Långhundra, Uppland |                        | 59.732397, 17.991004 | 10023802380001 | Ladda upp en bild av detta fornminne      |
| Husby-Långhundra 239:1               | Stensättning                |              | Husby-Långhundra, Uppland |                        | 59.742617, 17.972098 | 10023802390001 | Ladda upp en bild av detta fornminne      |
| Husby-Långhundra 243:1               | Stensättning                |              | Husby-Långhundra, Uppland |                        | 59.757779, 18.074032 | 10023802430001 | Ladda upp en bild av detta fornminne      |
| Husby-Långhundra 246:1               | Stensättning                |              | Husby-Långhundra, Uppland |                        | 59.766447, 18.062232 | 10023802460001 | Ladda upp en bild av detta fornminne      |
| Husby-Långhundra 250:1               | Röse                        |              | Husby-Långhundra, Uppland |                        | 59.742774, 18.086512 | 10023802500001 | Ladda upp en bild av detta fornminne      |
| Husby-Långhundra 260:1               | Stensättning                |              | Husby-Långhundra, Uppland |                        | 59.741136, 18.035675 | 10023802600001 | Ladda upp en bild av detta fornminne      |
| Husby-Långhundra 269:1               | Stensättning                |              | Husby-Långhundra, Uppland |                        | 59.741904, 17.953168 | 10023802690001 | Ladda upp en bild av detta fornminne      |
| Husby-Långhundra 269:2               | Stensättning                |              | Husby-Långhundra, Uppland |                        | 59.742300, 17.953215 | 10023802690002 | Ladda upp en bild av detta fornminne      |
| Husby-Långhundra 283:1               | Hällristning                |              | Husby-Långhundra, Uppland |                        | 59.754813, 18.015435 | 10023802830001 | Ladda upp en bild av detta fornminne      |
| Husby-Långhundra 287:1               | Stensättning                |              | Husby-Långhundra, Uppland |                        | 59.763026, 17.995648 | 10023802870001 | Ladda upp en bild av detta fornminne      |
| Husby-Långhundra 294:1               | Hällristning                |              | Husby-Långhundra, Uppland |                        | 59.751743, 18.029052 | 10023802940001 | Ladda upp en bild av detta fornminne      |
| Husby-Långhundra 296:1               | Stensättning                |              | Husby-Långhundra, Uppland |                        | 59.746453, 17.981774 | 10023802960001 | Ladda upp en bild av detta fornminne      |
| Husby-Långhundra 297:1               | Hällristning                |              | Husby-Långhundra, Uppland |                        | 59.751724, 18.028342 | 10023802970001 | Ladda upp en bild av detta fornminne      |
| Husby-Långhundra 298:1               | Hällristning                |              | Husby-Långhundra, Uppland |                        | 59.751205, 18.027259 | 10023802980001 | Ladda upp en bild av detta fornminne      |
| Husby-Långhundra 302:1               | Hög                         |              | Husby-Långhundra, Uppland |                        | 59.761883, 18.072570 | 10023803020001 | Ladda upp en bild av detta fornminne      |
| Husby-Långhundra 302:2               | Hög                         |              | Husby-Långhundra, Uppland |                        | 59.762148, 18.072855 | 10023803020002 | Ladda upp en bild av detta fornminne      |
| Husby-Långhundra 304:1               | Hög                         |              | Husby-Långhundra, Uppland |                        | 59.761911, 18.076132 | 10023803040001 | Ladda upp en bild av detta fornminne      |
| Husby-Långhundra 305:1               | Stensättning                |              | Husby-Långhundra, Uppland |                        | 59.763261, 18.075956 | 10023803050001 | Ladda upp en bild av detta fornminne      |
| Husby-Långhundra 305:2               | Stensättning                |              | Husby-Långhundra, Uppland |                        | 59.763527, 18.076153 | 10023803050002 | Ladda upp en bild av detta fornminne      |
| Husby-Långhundra 307:1               | Hög                         |              | Husby-Långhundra, Uppland |                        | 59.757412, 18.071466 | 10023803070001 | Ladda upp en bild av detta fornminne      |
| Husby-Långhundra 309:1               | Stensättning                |              | Husby-Långhundra, Uppland |                        | 59.728391, 17.963346 | 10023803090001 | Ladda upp en bild av detta fornminne      |
| Husby-Långhundra 311                 | Stensättning                |              | Husby-Långhundra, Uppland |                        | 59.748083, 17.955824 | 12000000109814 | Ladda upp en bild av detta fornminne      |
| Husby-Långhundra 312                 | Stensättning                |              | Husby-Långhundra, Uppland |                        | 59.747090, 17.952666 | 12000000109815 | Ladda upp en bild av detta fornminne      |
| Husby-Långhundra 313                 | Stensättning                |              | Husby-Långhundra, Uppland |                        | 59.747657, 17.952994 | 12000000109819 | Ladda upp en bild av detta fornminne      |
| Husby-Långhundra 314                 | Stensättning                |              | Husby-Långhundra, Uppland |                        | 59.747099, 17.952586 | 12000000109820 | Ladda upp en bild av detta fornminne      |
| Husby-Långhundra 315                 | Hällristning                |              | Husby-Långhundra, Uppland |                        | 59.756689, 18.062777 | 12000000126274 | Ladda upp en bild av detta fornminne      |
| Husby-Långhundra 316                 | Hällristning                |              | Husby-Långhundra, Uppland |                        | 59.760160, 18.070032 | 12000000126276 | Ladda upp en bild av detta fornminne      |
| Husby-Långhundra 317                 | Hällristning                |              | Husby-Långhundra, Uppland |                        | 59.752064, 18.052419 | 12000000126278 | Ladda upp en bild av detta fornminne      |
| Husby-Långhundra 318                 | Hällristning                |              | Husby-Långhundra, Uppland |                        | 59.763479, 18.063439 | 12000000126280 | Ladda upp en bild av detta fornminne      |
| Husby-Långhundra 319                 | Hällristning                |              | Husby-Långhundra, Uppland |                        | 59.764610, 18.066122 | 12000000126282 | Ladda upp en bild av detta fornminne      |

## Knivsta
| Namn                             | Lämningstyp                      | Tillkomsttid | Historisk indelning | Plats                 | Läge                 | ID-nr          | Bild                                      |
| -------------------------------- | -------------------------------- | ------------ | ------------------- | --------------------- | -------------------- | -------------- | ----------------------------------------- |
| Knivsta 1:1                      | Gravfält                         |              | Knivsta, Uppland    |                       | 59.729441, 17.795650 | 10024800010001 | Ladda upp en bild av detta fornminne      |
| Knivsta 2:1                      | Gravfält                         |              | Knivsta, Uppland    |                       | 59.729362, 17.793757 | 10024800020001 | Ladda upp en bild av detta fornminne      |
| Knivsta 2:2                      | Grav markerad av sten/block      |              | Knivsta, Uppland    |                       | 59.729337, 17.794256 | 10024800020002 | Ladda upp en bild av detta fornminne      |
| U 471 (Knivsta 4:1)              | Runristning                      |              | Knivsta, Uppland    | Sankta Birgittakyrkan | 59.725281, 17.793256 | 10024800040001 | Ladda upp en till bild av detta fornminne |
| Knivsta 6:1                      | Gravfält                         |              | Knivsta, Uppland    |                       | 59.724886, 17.793402 | 10024800060001 | Ladda upp en bild av detta fornminne      |
| Knivsta 10:1                     | Grav markerad av sten/block      |              | Knivsta, Uppland    |                       | 59.729746, 17.795769 | 10024800100001 | Ladda upp en bild av detta fornminne      |
| Knivsta 10:2                     | Grav markerad av sten/block      |              | Knivsta, Uppland    |                       | 59.729746, 17.795769 | 10024800100002 | Ladda upp en bild av detta fornminne      |
| Knivsta 11:1                     | Gravfält                         |              | Knivsta, Uppland    |                       | 59.731629, 17.795463 | 10024800110001 | Ladda upp en bild av detta fornminne      |
| Knivsta 12:1                     | Stensättning                     |              | Knivsta, Uppland    |                       | 59.729747, 17.794578 | 10024800120001 | Ladda upp en bild av detta fornminne      |
| Knivsta 12:3                     | Grav markerad av sten/block      |              | Knivsta, Uppland    |                       | 59.729932, 17.794292 | 10024800120003 | Ladda upp en bild av detta fornminne      |
| Knivsta 13:1                     | Gravfält                         |              | Knivsta, Uppland    |                       | 59.729852, 17.793688 | 10024800130001 | Ladda upp en bild av detta fornminne      |
| Knivsta 14:1                     | Stensättning                     |              | Knivsta, Uppland    |                       | 59.763948, 17.768379 | 10024800140001 | Ladda upp en bild av detta fornminne      |
| Knivsta 14:2                     | Stensättning                     |              | Knivsta, Uppland    |                       | 59.763824, 17.768508 | 10024800140002 | Ladda upp en bild av detta fornminne      |
| Knivsta 15:1                     | Stensättning                     |              | Knivsta, Uppland    |                       | 59.760371, 17.772340 | 10024800150001 | Ladda upp en bild av detta fornminne      |
| Knivsta 17:1                     | Stensättning                     |              | Knivsta, Uppland    |                       | 59.757866, 17.770384 | 10024800170001 | Ladda upp en bild av detta fornminne      |
| Knivsta 19:1                     | Stensättning                     |              | Knivsta, Uppland    |                       | 59.756683, 17.770938 | 10024800190001 | Ladda upp en bild av detta fornminne      |
| Knivsta 19:2                     | Stensättning                     |              | Knivsta, Uppland    |                       | 59.756815, 17.770444 | 10024800190002 | Ladda upp en bild av detta fornminne      |
| Knivsta 19:3                     | Stensättning                     |              | Knivsta, Uppland    |                       | 59.757067, 17.770301 | 10024800190003 | Ladda upp en bild av detta fornminne      |
| Knivsta 19:4                     | Stensättning                     |              | Knivsta, Uppland    |                       | 59.756822, 17.770693 | 10024800190004 | Ladda upp en bild av detta fornminne      |
| Knivsta 21:1                     | Stensättning                     |              | Knivsta, Uppland    |                       | 59.758525, 17.762431 | 10024800210001 | Ladda upp en bild av detta fornminne      |
| Knivsta 24:1                     | Gravfält                         |              | Knivsta, Uppland    |                       | 59.755440, 17.769117 | 10024800240001 | Ladda upp en bild av detta fornminne      |
| Knivsta 25:1                     | Gravfält                         |              | Knivsta, Uppland    |                       | 59.754991, 17.770311 | 10024800250001 | Ladda upp en bild av detta fornminne      |
| Knivsta 26:2                     | Stensättning                     |              | Knivsta, Uppland    |                       | 59.751023, 17.769168 | 10024800260002 | Ladda upp en bild av detta fornminne      |
| Knivsta 32:3                     | Stensättning                     |              | Knivsta, Uppland    |                       | 59.749961, 17.769666 | 10024800320003 | Ladda upp en bild av detta fornminne      |
| Knivsta 32:4                     | Stensättning                     |              | Knivsta, Uppland    |                       | 59.749983, 17.769137 | 10024800320004 | Ladda upp en bild av detta fornminne      |
| Knivsta 35:1                     | Stensättning                     |              | Knivsta, Uppland    |                       | 59.735192, 17.787924 | 10024800350001 | Ladda upp en bild av detta fornminne      |
| Knivsta 37:1                     | Stensättning                     |              | Knivsta, Uppland    |                       | 59.732082, 17.791305 | 10024800370001 | Ladda upp en bild av detta fornminne      |
| Knivsta 40:1                     | Gravfält                         |              | Knivsta, Uppland    |                       | 59.730881, 17.793796 | 10024800400001 | Ladda upp en bild av detta fornminne      |
| Knivsta 42:1                     | Hög                              |              | Knivsta, Uppland    |                       | 59.734426, 17.772986 | 10024800420001 | Ladda upp en bild av detta fornminne      |
| Knivsta 42:2                     | Hög                              |              | Knivsta, Uppland    |                       | 59.734561, 17.772541 | 10024800420002 | Ladda upp en bild av detta fornminne      |
| Knivsta 42:3                     | Hög                              |              | Knivsta, Uppland    |                       | 59.734678, 17.772391 | 10024800420003 | Ladda upp en bild av detta fornminne      |
| Knivsta 43:1                     | Hög                              |              | Knivsta, Uppland    |                       | 59.736065, 17.771258 | 10024800430001 | Ladda upp en bild av detta fornminne      |
| Knivsta 43:2                     | Hög                              |              | Knivsta, Uppland    |                       | 59.735982, 17.771200 | 10024800430002 | Ladda upp en bild av detta fornminne      |
| Knivsta 44:1                     | Stensättning                     |              | Knivsta, Uppland    |                       | 59.736439, 17.770443 | 10024800440001 | Ladda upp en bild av detta fornminne      |
| Knivsta 44:2                     | Stensättning                     |              | Knivsta, Uppland    |                       | 59.736328, 17.770334 | 10024800440002 | Ladda upp en bild av detta fornminne      |
| Knivsta 45:1                     | Stensättning                     |              | Knivsta, Uppland    |                       | 59.737113, 17.764039 | 10024800450001 | Ladda upp en bild av detta fornminne      |
| Knivsta 46:1                     | Stensättning                     |              | Knivsta, Uppland    |                       | 59.735600, 17.761627 | 10024800460001 | Ladda upp en bild av detta fornminne      |
| Knivsta 47:1                     | Stensättning                     |              | Knivsta, Uppland    |                       | 59.735507, 17.764553 | 10024800470001 | Ladda upp en bild av detta fornminne      |
| Knivsta 48:1                     | Hög                              |              | Knivsta, Uppland    |                       | 59.732466, 17.806346 | 10024800480001 | Ladda upp en bild av detta fornminne      |
| Knivsta 48:2                     | Stensättning                     |              | Knivsta, Uppland    |                       | 59.732243, 17.806767 | 10024800480002 | Ladda upp en bild av detta fornminne      |
| Knivsta 50:1                     | Stensättning                     |              | Knivsta, Uppland    |                       | 59.733815, 17.811977 | 10024800500001 | Ladda upp en bild av detta fornminne      |
| Knivsta 50:2                     | Stensättning                     |              | Knivsta, Uppland    |                       | 59.733662, 17.811818 | 10024800500002 | Ladda upp en bild av detta fornminne      |
| Knivsta 51:1                     | Stensättning                     |              | Knivsta, Uppland    |                       | 59.733521, 17.809890 | 10024800510001 | Ladda upp en bild av detta fornminne      |
| Knivsta 51:2                     | Stensättning                     |              | Knivsta, Uppland    |                       | 59.733402, 17.809776 | 10024800510002 | Ladda upp en bild av detta fornminne      |
| Knivsta 51:3                     | Stensättning                     |              | Knivsta, Uppland    |                       | 59.733410, 17.809980 | 10024800510003 | Ladda upp en bild av detta fornminne      |
| Knivsta 52:1                     | Gravfält                         |              | Knivsta, Uppland    |                       | 59.734242, 17.810355 | 10024800520001 | Ladda upp en bild av detta fornminne      |
| Knivsta 53:1                     | Gravfält                         |              | Knivsta, Uppland    |                       | 59.733148, 17.802767 | 10024800530001 | Ladda upp en bild av detta fornminne      |
| Knivsta 54:1                     | Gravfält                         |              | Knivsta, Uppland    |                       | 59.713705, 17.811273 | 10024800540001 | Ladda upp en bild av detta fornminne      |
| Knivsta 55:1                     | Gravfält                         |              | Knivsta, Uppland    |                       | 59.715439, 17.806156 | 10024800550001 | Ladda upp en bild av detta fornminne      |
| Knivsta 56:1                     | Hällristning                     |              | Knivsta, Uppland    |                       | 59.713213, 17.826143 | 10024800560001 | Ladda upp en bild av detta fornminne      |
| Knivsta 56:2                     | Grav- och boplatsområde          |              | Knivsta, Uppland    |                       | 59.713556, 17.826655 | 10024800560002 | Ladda upp en bild av detta fornminne      |
| Knivsta 56:3                     | Hällristning                     |              | Knivsta, Uppland    |                       | 59.714031, 17.826871 | 10024800560003 | Ladda upp en bild av detta fornminne      |
| Knivsta 57:1                     | Stensättning                     |              | Knivsta, Uppland    |                       | 59.713184, 17.827787 | 10024800570001 | Ladda upp en bild av detta fornminne      |
| Knivsta 57:2                     | Stensättning                     |              | Knivsta, Uppland    |                       | 59.713045, 17.827702 | 10024800570002 | Ladda upp en bild av detta fornminne      |
| Knivsta 58:1                     | Husgrund, förhistorisk/medeltida |              | Knivsta, Uppland    |                       | 59.712074, 17.827486 | 10024800580001 | Ladda upp en bild av detta fornminne      |
| Knivsta 59:1                     | Stensättning                     |              | Knivsta, Uppland    |                       | 59.710638, 17.829175 | 10024800590001 | Ladda upp en bild av detta fornminne      |
| Knivsta 62:1                     | Gravfält                         |              | Knivsta, Uppland    |                       | 59.717914, 17.825867 | 10024800620001 | Ladda upp en bild av detta fornminne      |
| Knivsta 63:1                     | Stensättning                     |              | Knivsta, Uppland    |                       | 59.718624, 17.824140 | 10024800630001 | Ladda upp en bild av detta fornminne      |
| Knivsta 63:2                     | Grav markerad av sten/block      |              | Knivsta, Uppland    |                       | 59.718496, 17.824197 | 10024800630002 | Ladda upp en bild av detta fornminne      |
| Knivsta 68:1                     | Gravfält                         |              | Knivsta, Uppland    |                       | 59.725096, 17.850371 | 10024800680001 | Ladda upp en bild av detta fornminne      |
| Knivsta 69:1                     | Gravfält                         |              | Knivsta, Uppland    |                       | 59.724179, 17.850927 | 10024800690001 | Ladda upp en bild av detta fornminne      |
| Knivsta 70:1                     | Stensättning                     |              | Knivsta, Uppland    |                       | 59.725745, 17.852282 | 10024800700001 | Ladda upp en bild av detta fornminne      |
| Knivsta 70:2                     | Stensättning                     |              | Knivsta, Uppland    |                       | 59.725616, 17.852107 | 10024800700002 | Ladda upp en bild av detta fornminne      |
| Knivsta 72:1                     | Gravfält                         |              | Knivsta, Uppland    |                       | 59.706486, 17.808099 | 10024800720001 | Ladda upp en bild av detta fornminne      |
| Knivsta 73:1                     | Stensättning                     |              | Knivsta, Uppland    |                       | 59.705805, 17.809026 | 10024800730001 | Ladda upp en bild av detta fornminne      |
| Knivsta 73:2                     | Grav markerad av sten/block      |              | Knivsta, Uppland    |                       | 59.705720, 17.808658 | 10024800730002 | Ladda upp en bild av detta fornminne      |
| Knivsta 76:1                     | Stensättning                     |              | Knivsta, Uppland    |                       | 59.684168, 17.805682 | 10024800760001 | Ladda upp en bild av detta fornminne      |
| Knivsta 76:2                     | Stensättning                     |              | Knivsta, Uppland    |                       | 59.684048, 17.805672 | 10024800760002 | Ladda upp en bild av detta fornminne      |
| Knivsta 76:3                     | Stensättning                     |              | Knivsta, Uppland    |                       | 59.683875, 17.805889 | 10024800760003 | Ladda upp en bild av detta fornminne      |
| Knivsta 76:4                     | Stensättning                     |              | Knivsta, Uppland    |                       | 59.684108, 17.806414 | 10024800760004 | Ladda upp en bild av detta fornminne      |
| U 472 (Knivsta 81:1)             | Runristning                      |              | Knivsta, Uppland    | Skottsila             | 59.693662, 17.772879 | 10024800810001 | Ladda upp en till bild av detta fornminne |
| U 473 (Knivsta 83:1)             | Runristning                      |              | Knivsta, Uppland    | Skottsila             | 59.694381, 17.776747 | 10024800830001 | Ladda upp en till bild av detta fornminne |
| Knivsta 85:1                     | Gravfält                         |              | Knivsta, Uppland    |                       | 59.694600, 17.784500 | 10024800850001 | Ladda upp en bild av detta fornminne      |
| Knivsta 86:1                     | Gravfält                         |              | Knivsta, Uppland    |                       | 59.694074, 17.781976 | 10024800860001 | Ladda upp en bild av detta fornminne      |
| Knivsta 88:1                     | Gravfält                         |              | Knivsta, Uppland    |                       | 59.697985, 17.785932 | 10024800880001 | Ladda upp en bild av detta fornminne      |
| Knivsta 89:1                     | Stensättning                     |              | Knivsta, Uppland    |                       | 59.699012, 17.784117 | 10024800890001 | Ladda upp en bild av detta fornminne      |
| Knivsta 89:2                     | Stensättning                     |              | Knivsta, Uppland    |                       | 59.698642, 17.784229 | 10024800890002 | Ladda upp en bild av detta fornminne      |
| Knivsta 89:3                     | Stensättning                     |              | Knivsta, Uppland    |                       | 59.698678, 17.783972 | 10024800890003 | Ladda upp en bild av detta fornminne      |
| Knivsta 90:1                     | Gravfält                         |              | Knivsta, Uppland    |                       | 59.704557, 17.800219 | 10024800900001 | Ladda upp en bild av detta fornminne      |
| Knivsta 93:1                     | Husgrund, förhistorisk/medeltida |              | Knivsta, Uppland    |                       | 59.713331, 17.810697 | 10024800930001 | Ladda upp en bild av detta fornminne      |
| Knivsta 93:2                     | Husgrund, förhistorisk/medeltida |              | Knivsta, Uppland    |                       | 59.713232, 17.810440 | 10024800930002 | Ladda upp en bild av detta fornminne      |
| Ledinge Sätesgård (Knivsta 97:1) | Slott/herresäte                  |              | Knivsta, Uppland    |                       | 59.734478, 17.830363 | 10024800970001 | Ladda upp en bild av detta fornminne      |
| Knivsta 99:1                     | Stensättning                     |              | Knivsta, Uppland    |                       | 59.730591, 17.864930 | 10024800990001 | Ladda upp en bild av detta fornminne      |
| Knivsta 102:2                    | Hällristning                     |              | Knivsta, Uppland    |                       | 59.721880, 17.773635 | 10024801020002 | Ladda upp en bild av detta fornminne      |
| Knivsta 102:3                    | Stensättning                     |              | Knivsta, Uppland    |                       | 59.721826, 17.773827 | 10024801020003 | Ladda upp en bild av detta fornminne      |
| Knivsta 104:1                    | Gravfält                         |              | Knivsta, Uppland    |                       | 59.720852, 17.784781 | 10024801040001 | Ladda upp en bild av detta fornminne      |
| Knivsta 107:1                    | Gravfält                         |              | Knivsta, Uppland    |                       | 59.717045, 17.775537 | 10024801070001 | Ladda upp en bild av detta fornminne      |
| Knivsta 109:1                    | Hög                              |              | Knivsta, Uppland    |                       | 59.716095, 17.776109 | 10024801090001 | Ladda upp en bild av detta fornminne      |
| Knivsta 113:1                    | Gravfält                         |              | Knivsta, Uppland    |                       | 59.707743, 17.791191 | 10024801130001 | Ladda upp en bild av detta fornminne      |
| Knivsta 114:1                    | Stensättning                     |              | Knivsta, Uppland    |                       | 59.719259, 17.771181 | 10024801140001 | Ladda upp en bild av detta fornminne      |
| U 470 (Knivsta 115:1)            | Runristning                      |              | Knivsta, Uppland    | Knivsta kyrka         | 59.711282, 17.798892 | 10024801150001 | Ladda upp en till bild av detta fornminne |
| Knivsta 117:1                    | Gravfält                         |              | Knivsta, Uppland    |                       | 59.714639, 17.804109 | 10024801170001 | Ladda upp en bild av detta fornminne      |
| Knivsta 118:1                    | Stensättning                     |              | Knivsta, Uppland    |                       | 59.715280, 17.802743 | 10024801180001 | Ladda upp en bild av detta fornminne      |
| Knivsta 120:1                    | Hög                              |              | Knivsta, Uppland    |                       | 59.726433, 17.783544 | 10024801200001 | Ladda upp en bild av detta fornminne      |
| Knivsta 120:2                    | Stensättning                     |              | Knivsta, Uppland    |                       | 59.726536, 17.783339 | 10024801200002 | Ladda upp en bild av detta fornminne      |
| Knivsta 121:1                    | Hög                              |              | Knivsta, Uppland    |                       | 59.726617, 17.782593 | 10024801210001 | Ladda upp en bild av detta fornminne      |
| Knivsta 122:1                    | Gravfält                         |              | Knivsta, Uppland    |                       | 59.726996, 17.782950 | 10024801220001 | Ladda upp en bild av detta fornminne      |
| Knivsta 123:1                    | Stensättning                     |              | Knivsta, Uppland    |                       | 59.713091, 17.761040 | 10024801230001 | Ladda upp en bild av detta fornminne      |
| Knivsta 124:1                    | Stensättning                     |              | Knivsta, Uppland    |                       | 59.687856, 17.809604 | 10024801240001 | Ladda upp en bild av detta fornminne      |
| Knivsta 126:1                    | Gravfält                         |              | Knivsta, Uppland    |                       | 59.687722, 17.806918 | 10024801260001 | Ladda upp en bild av detta fornminne      |
| Knivsta 127:1                    | Gravfält                         |              | Knivsta, Uppland    |                       | 59.711997, 17.755024 | 10024801270001 | Ladda upp en bild av detta fornminne      |
| Knivsta 128:1                    | Hög                              |              | Knivsta, Uppland    |                       | 59.699589, 17.772432 | 10024801280001 | Ladda upp en bild av detta fornminne      |
| Knivsta 128:2                    | Stensättning                     |              | Knivsta, Uppland    |                       | 59.699474, 17.772255 | 10024801280002 | Ladda upp en bild av detta fornminne      |
| Knivsta 128:4                    | Stensättning                     |              | Knivsta, Uppland    |                       | 59.699599, 17.772717 | 10024801280004 | Ladda upp en bild av detta fornminne      |
| Knivsta 129:1                    | Stensättning                     |              | Knivsta, Uppland    |                       | 59.707124, 17.761477 | 10024801290001 | Ladda upp en bild av detta fornminne      |
| U 474 (Knivsta 131:1)            | Runristning                      |              | Knivsta, Uppland    | Vickeby               | 59.704160, 17.748984 | 10024801310001 | Ladda upp en till bild av detta fornminne |
| Knivsta 132:1                    | Stensättning                     |              | Knivsta, Uppland    |                       | 59.702257, 17.752087 | 10024801320001 | Ladda upp en bild av detta fornminne      |
| Knivsta 132:2                    | Stensättning                     |              | Knivsta, Uppland    |                       | 59.702177, 17.752170 | 10024801320002 | Ladda upp en bild av detta fornminne      |
| Knivsta 133:1                    | Stensättning                     |              | Knivsta, Uppland    |                       | 59.699660, 17.765853 | 10024801330001 | Ladda upp en bild av detta fornminne      |
| U 475 (Knivsta 134:1)            | Runristning                      |              | Knivsta, Uppland    | Vickeby               | 59.709119, 17.757211 | 10024801340001 | Ladda upp en till bild av detta fornminne |
| Knivsta 135:1                    | Gravfält                         |              | Knivsta, Uppland    |                       | 59.731110, 17.856027 | 10024801350001 | Ladda upp en bild av detta fornminne      |
| Knivsta 138:1                    | Stensättning                     |              | Knivsta, Uppland    |                       | 59.730027, 17.861743 | 10024801380001 | Ladda upp en bild av detta fornminne      |
| Knivsta 139:1                    | Stensättning                     |              | Knivsta, Uppland    |                       | 59.731078, 17.861203 | 10024801390001 | Ladda upp en bild av detta fornminne      |
| Knivsta 139:2                    | Stensättning                     |              | Knivsta, Uppland    |                       | 59.730628, 17.861170 | 10024801390002 | Ladda upp en bild av detta fornminne      |
| Knivsta 140:1                    | Gravfält                         |              | Knivsta, Uppland    |                       | 59.717684, 17.819728 | 10024801400001 | Ladda upp en bild av detta fornminne      |
| Knivsta 141:1                    | Stensättning                     |              | Knivsta, Uppland    |                       | 59.730713, 17.856536 | 10024801410001 | Ladda upp en bild av detta fornminne      |
| Knivsta 145:1                    | Gravfält                         |              | Knivsta, Uppland    |                       | 59.725233, 17.757201 | 10024801450001 | Ladda upp en bild av detta fornminne      |
| U 478 (Knivsta 146:1)            | Runristning                      |              | Knivsta, Uppland    | Knivsta               | 59.728720, 17.784781 | 10024801460001 | Ladda upp en till bild av detta fornminne |
| Knivsta 147:1                    | Grav markerad av sten/block      |              | Knivsta, Uppland    |                       | 59.730299, 17.795142 | 10024801470001 | Ladda upp en bild av detta fornminne      |
| Knivsta 148:1                    | Gravfält                         |              | Knivsta, Uppland    |                       | 59.730040, 17.794000 | 10024801480001 | Ladda upp en bild av detta fornminne      |
| Knivsta 149:1                    | Hög                              |              | Knivsta, Uppland    |                       | 59.734116, 17.851761 | 10024801490001 | Ladda upp en bild av detta fornminne      |
| Knivsta 150:1                    | Gravfält                         |              | Knivsta, Uppland    |                       | 59.733511, 17.852062 | 10024801500001 | Ladda upp en bild av detta fornminne      |
| Knivsta 152:1                    | Stensättning                     |              | Knivsta, Uppland    |                       | 59.720359, 17.822427 | 10024801520001 | Ladda upp en bild av detta fornminne      |
| Knivsta 152:2                    | Stensättning                     |              | Knivsta, Uppland    |                       | 59.720444, 17.822559 | 10024801520002 | Ladda upp en bild av detta fornminne      |
| Knivsta 154:1                    | Hög                              |              | Knivsta, Uppland    |                       | 59.729229, 17.791473 | 10024801540001 | Ladda upp en bild av detta fornminne      |
| Knivsta 156:1                    | Hällristning                     |              | Knivsta, Uppland    |                       | 59.703663, 17.770428 | 10024801560001 | Ladda upp en bild av detta fornminne      |
| Knivsta 157:1                    | Gravfält                         |              | Knivsta, Uppland    |                       | 59.721514, 17.773529 | 10024801570001 | Ladda upp en bild av detta fornminne      |
| Knivsta 160:1                    | Stensättning                     |              | Knivsta, Uppland    |                       | 59.729504, 17.794671 | 10024801600001 | Ladda upp en bild av detta fornminne      |
| Knivsta 161:1                    | Grav markerad av sten/block      |              | Knivsta, Uppland    |                       | 59.730084, 17.795948 | 10024801610001 | Ladda upp en bild av detta fornminne      |
| Knivsta 165:1                    | Grav markerad av sten/block      |              | Knivsta, Uppland    |                       | 59.758364, 17.763052 | 10024801650001 | Ladda upp en bild av detta fornminne      |
| Knivsta 168:2                    | Hällristning                     |              | Knivsta, Uppland    |                       | 59.754528, 17.768264 | 10024801680002 | Ladda upp en bild av detta fornminne      |
| Knivsta 171:1                    | Stensättning                     |              | Knivsta, Uppland    |                       | 59.734824, 17.766020 | 10024801710001 | Ladda upp en bild av detta fornminne      |
| Knivsta 176:1                    | Husgrund, historisk tid          |              | Knivsta, Uppland    |                       | 59.684817, 17.813184 | 10024801760001 | Ladda upp en bild av detta fornminne      |
| Knivsta 190:1                    | Hällristning                     |              | Knivsta, Uppland    |                       | 59.702668, 17.772147 | 10024801900001 | Ladda upp en bild av detta fornminne      |
| Knivsta 199:1                    | Hällristning                     |              | Knivsta, Uppland    |                       | 59.689794, 17.790199 | 10024801990001 | Ladda upp en bild av detta fornminne      |
| Gråbo (Knivsta 203:1)            | Lägenhetsbebyggelse              |              | Knivsta, Uppland    |                       | 59.701819, 17.792334 | 10024802030001 | Ladda upp en bild av detta fornminne      |
| Knivsta 222:1                    | Stensättning                     |              | Knivsta, Uppland    |                       | 59.703998, 17.825679 | 10024802220001 | Ladda upp en bild av detta fornminne      |
| Knivsta 227:1                    | Stensättning                     |              | Knivsta, Uppland    |                       | 59.733620, 17.832391 | 10024802270001 | Ladda upp en bild av detta fornminne      |
| Knivsta 232:1                    | Gravfält                         |              | Knivsta, Uppland    |                       | 59.736895, 17.766171 | 10024802320001 | Ladda upp en bild av detta fornminne      |
| Knivsta 234:1                    | Hällristning                     |              | Knivsta, Uppland    |                       | 59.695149, 17.771480 | 10024802340001 | Ladda upp en bild av detta fornminne      |
| Knivsta 247:2                    | Stensättning                     |              | Knivsta, Uppland    |                       | 59.714927, 17.783283 | 10024802470002 | Ladda upp en bild av detta fornminne      |
| Knivsta 247:3                    | Stensättning                     |              | Knivsta, Uppland    |                       | 59.715060, 17.783240 | 10024802470003 | Ladda upp en bild av detta fornminne      |
| Knivsta 247:4                    | Stensättning                     |              | Knivsta, Uppland    |                       | 59.714908, 17.783066 | 10024802470004 | Ladda upp en bild av detta fornminne      |
| Knivsta 247:5                    | Grav- och boplatsområde          |              | Knivsta, Uppland    |                       | 59.715159, 17.784051 | 10024802470005 | Ladda upp en bild av detta fornminne      |
| Knivsta 248:11                   | Stensättning                     |              | Knivsta, Uppland    |                       | 59.718631, 17.783389 | 10024802480011 | Ladda upp en bild av detta fornminne      |
| Knivsta 248:12                   | Stensättning                     |              | Knivsta, Uppland    |                       | 59.718749, 17.783548 | 10024802480012 | Ladda upp en bild av detta fornminne      |
| Knivsta 248:13                   | Stensättning                     |              | Knivsta, Uppland    |                       | 59.718854, 17.783677 | 10024802480013 | Ladda upp en bild av detta fornminne      |
| Knivsta 248:14                   | Stensättning                     |              | Knivsta, Uppland    |                       | 59.718424, 17.783237 | 10024802480014 | Ladda upp en bild av detta fornminne      |
| Knivsta 248:15                   | Stensättning                     |              | Knivsta, Uppland    |                       | 59.719023, 17.784385 | 10024802480015 | Ladda upp en bild av detta fornminne      |
| Knivsta 249:1                    | Stensättning                     |              | Knivsta, Uppland    |                       | 59.720109, 17.786555 | 10024802490001 | Ladda upp en bild av detta fornminne      |
| Knivsta 259:1                    | Stensättning                     |              | Knivsta, Uppland    |                       | 59.761924, 17.770429 | 10024802590001 | Ladda upp en bild av detta fornminne      |
| Knivsta 263:1                    | Hällristning                     |              | Knivsta, Uppland    |                       | 59.687679, 17.810615 | 10024802630001 | Ladda upp en bild av detta fornminne      |
| Knivsta 263:2                    | Hällristning                     |              | Knivsta, Uppland    |                       | 59.687772, 17.810472 | 10024802630002 | Ladda upp en bild av detta fornminne      |
| Knivsta 263:3                    | Hällristning                     |              | Knivsta, Uppland    |                       | 59.687805, 17.810307 | 10024802630003 | Ladda upp en bild av detta fornminne      |
| Knivsta 263:4                    | Hällristning                     |              | Knivsta, Uppland    |                       | 59.687893, 17.810244 | 10024802630004 | Ladda upp en bild av detta fornminne      |
| Knivsta 263:5                    | Hällristning                     |              | Knivsta, Uppland    |                       | 59.687869, 17.809920 | 10024802630005 | Ladda upp en bild av detta fornminne      |
| Knivsta 263:6                    | Hällristning                     |              | Knivsta, Uppland    |                       | 59.687954, 17.809857 | 10024802630006 | Ladda upp en bild av detta fornminne      |
| Knivsta 264:1                    | Gravfält                         |              | Knivsta, Uppland    |                       | 59.687299, 17.813497 | 10024802640001 | Ladda upp en bild av detta fornminne      |
| Knivsta 267:1                    | Hällristning                     |              | Knivsta, Uppland    |                       | 59.687180, 17.814310 | 10024802670001 | Ladda upp en bild av detta fornminne      |
| Knivsta 267:2                    | Hällristning                     |              | Knivsta, Uppland    |                       | 59.687419, 17.814195 | 10024802670002 | Ladda upp en bild av detta fornminne      |
| Knivsta 267:3                    | Hällristning                     |              | Knivsta, Uppland    |                       | 59.687496, 17.813557 | 10024802670003 | Ladda upp en bild av detta fornminne      |
| Knivsta 267:4                    | Hällristning                     |              | Knivsta, Uppland    |                       | 59.687569, 17.813444 | 10024802670004 | Ladda upp en bild av detta fornminne      |
| Knivsta 267:5                    | Hällristning                     |              | Knivsta, Uppland    |                       | 59.687623, 17.813323 | 10024802670005 | Ladda upp en bild av detta fornminne      |
| Knivsta 267:6                    | Hällristning                     |              | Knivsta, Uppland    |                       | 59.687750, 17.813298 | 10024802670006 | Ladda upp en bild av detta fornminne      |
| Knivsta 267:7                    | Hällristning                     |              | Knivsta, Uppland    |                       | 59.687843, 17.813129 | 10024802670007 | Ladda upp en bild av detta fornminne      |
| Knivsta 268:1                    | Hällristning                     |              | Knivsta, Uppland    |                       | 59.685690, 17.814550 | 10024802680001 | Ladda upp en bild av detta fornminne      |
| Knivsta 268:2                    | Hällristning                     |              | Knivsta, Uppland    |                       | 59.685712, 17.814254 | 10024802680002 | Ladda upp en bild av detta fornminne      |
| Knivsta 269:1                    | Hällristning                     |              | Knivsta, Uppland    |                       | 59.686094, 17.812102 | 10024802690001 | Ladda upp en bild av detta fornminne      |
| Knivsta 269:2                    | Hällristning                     |              | Knivsta, Uppland    |                       | 59.686163, 17.811907 | 10024802690002 | Ladda upp en bild av detta fornminne      |
| Knivsta 269:3                    | Hällristning                     |              | Knivsta, Uppland    |                       | 59.686313, 17.811547 | 10024802690003 | Ladda upp en bild av detta fornminne      |
| Knivsta 269:4                    | Hällristning                     |              | Knivsta, Uppland    |                       | 59.686385, 17.811391 | 10024802690004 | Ladda upp en bild av detta fornminne      |
| Knivsta 269:5                    | Hällristning                     |              | Knivsta, Uppland    |                       | 59.686354, 17.811173 | 10024802690005 | Ladda upp en bild av detta fornminne      |
| Knivsta 269:6                    | Hällristning                     |              | Knivsta, Uppland    |                       | 59.686571, 17.811401 | 10024802690006 | Ladda upp en bild av detta fornminne      |
| Knivsta 269:7                    | Hällristning                     |              | Knivsta, Uppland    |                       | 59.686710, 17.811015 | 10024802690007 | Ladda upp en bild av detta fornminne      |
| Knivsta 269:8                    | Hällristning                     |              | Knivsta, Uppland    |                       | 59.686811, 17.810829 | 10024802690008 | Ladda upp en bild av detta fornminne      |
| Knivsta 269:9                    | Hällristning                     |              | Knivsta, Uppland    |                       | 59.687162, 17.810539 | 10024802690009 | Ladda upp en bild av detta fornminne      |
| Knivsta 269:10                   | Hällristning                     |              | Knivsta, Uppland    |                       | 59.687228, 17.810648 | 10024802690010 | Ladda upp en bild av detta fornminne      |
| Knivsta 269:11                   | Hällristning                     |              | Knivsta, Uppland    |                       | 59.687276, 17.809953 | 10024802690011 | Ladda upp en bild av detta fornminne      |
| Knivsta 269:12                   | Hällristning                     |              | Knivsta, Uppland    |                       | 59.687347, 17.809935 | 10024802690012 | Ladda upp en bild av detta fornminne      |
| Knivsta 269:13                   | Hällristning                     |              | Knivsta, Uppland    |                       | 59.687384, 17.809774 | 10024802690013 | Ladda upp en bild av detta fornminne      |
| Knivsta 270:1                    | Hällristning                     |              | Knivsta, Uppland    |                       | 59.687140, 17.807916 | 10024802700001 | Ladda upp en bild av detta fornminne      |
| Knivsta 271:1                    | Hällristning                     |              | Knivsta, Uppland    |                       | 59.688033, 17.804695 | 10024802710001 | Ladda upp en bild av detta fornminne      |
| Knivsta 272:1                    | Hällristning                     |              | Knivsta, Uppland    |                       | 59.683526, 17.831916 | 10024802720001 | Ladda upp en bild av detta fornminne      |
| Knivsta 275:1                    | Hög                              |              | Knivsta, Uppland    |                       | 59.695937, 17.807301 | 10024802750001 | Ladda upp en bild av detta fornminne      |
| Knivsta 282:1                    | Stensättning                     |              | Knivsta, Uppland    |                       | 59.748857, 17.773233 | 10024802820001 | Ladda upp en bild av detta fornminne      |
| Knivsta 282:2                    | Stensättning                     |              | Knivsta, Uppland    |                       | 59.748881, 17.773533 | 10024802820002 | Ladda upp en bild av detta fornminne      |
| Knivsta 287:2                    | Stensättning                     |              | Knivsta, Uppland    |                       | 59.744592, 17.774142 | 10024802870002 | Ladda upp en bild av detta fornminne      |
| Knivsta 287:3                    | Stensättning                     |              | Knivsta, Uppland    |                       | 59.744811, 17.774114 | 10024802870003 | Ladda upp en bild av detta fornminne      |
| Knivsta 287:4                    | Stensättning                     |              | Knivsta, Uppland    |                       | 59.744979, 17.774394 | 10024802870004 | Ladda upp en bild av detta fornminne      |
| Knivsta 287:5                    | Hällristning                     |              | Knivsta, Uppland    |                       | 59.743889, 17.775094 | 10024802870005 | Ladda upp en bild av detta fornminne      |
| Knivsta 291:1                    | Stensättning                     |              | Knivsta, Uppland    |                       | 59.752397, 17.774607 | 10024802910001 | Ladda upp en bild av detta fornminne      |
| Knivsta 339                      | Stensättning                     |              | Knivsta, Uppland    |                       | 59.732415, 17.803348 | 12000000125047 | Ladda upp en bild av detta fornminne      |

## Lagga
| Namn                   | Lämningstyp  | Tillkomsttid | Historisk indelning | Plats       | Läge                 | ID-nr          | Bild                                      |
| ---------------------- | ------------ | ------------ | ------------------- | ----------- | -------------------- | -------------- | ----------------------------------------- |
| Lagga 1:1              | Gravfält     |              | Lagga, Uppland      |             | 59.789637, 17.800012 | 10025200010001 | Ladda upp en bild av detta fornminne      |
| Lagga 5:1              | Gravfält     |              | Lagga, Uppland      |             | 59.798699, 17.778949 | 10025200050001 | Ladda upp en bild av detta fornminne      |
| U 485 (Lagga 7:1)      | Runristning  |              | Lagga, Uppland      | Marma       | 59.781602, 17.837060 | 10025200070001 | Ladda upp en till bild av detta fornminne |
| U 490 (Lagga 9:1)      | Runristning  |              | Lagga, Uppland      | Olofslund   | 59.775219, 17.848080 | 10025200090001 | Ladda upp en till bild av detta fornminne |
| Lagga 11:1             | Stensättning |              | Lagga, Uppland      |             | 59.776329, 17.848976 | 10025200110001 | Ladda upp en bild av detta fornminne      |
| Lagga 12:1             | Hög          |              | Lagga, Uppland      |             | 59.775515, 17.849374 | 10025200120001 | Ladda upp en bild av detta fornminne      |
| Lagga 12:2             | Stensättning |              | Lagga, Uppland      |             | 59.775688, 17.849497 | 10025200120002 | Ladda upp en bild av detta fornminne      |
| Lagga 13:1             | Hög          |              | Lagga, Uppland      |             | 59.776608, 17.849197 | 10025200130001 | Ladda upp en bild av detta fornminne      |
| Lagga 14:1             | Hög          |              | Lagga, Uppland      |             | 59.777049, 17.849595 | 10025200140001 | Ladda upp en bild av detta fornminne      |
| Lagga 15:1             | Gravfält     |              | Lagga, Uppland      |             | 59.785156, 17.836287 | 10025200150001 | Ladda upp en bild av detta fornminne      |
| Lagga 17:1             | Gravfält     |              | Lagga, Uppland      |             | 59.816830, 17.798981 | 10025200170001 | Ladda upp en bild av detta fornminne      |
| Lagga 18:1             | Hög          |              | Lagga, Uppland      |             | 59.807372, 17.815772 | 10025200180001 | Ladda upp en bild av detta fornminne      |
| Lagga 19:1             | Gravfält     |              | Lagga, Uppland      |             | 59.802896, 17.806822 | 10025200190001 | Ladda upp en bild av detta fornminne      |
| Lagga 20:1             | Gravfält     |              | Lagga, Uppland      |             | 59.804050, 17.806114 | 10025200200001 | Ladda upp en bild av detta fornminne      |
| Lagga 23:1             | Stensättning |              | Lagga, Uppland      |             | 59.806268, 17.801341 | 10025200230001 | Ladda upp en bild av detta fornminne      |
| Lagga 24:1             | Gravfält     |              | Lagga, Uppland      |             | 59.810316, 17.796906 | 10025200240001 | Ladda upp en bild av detta fornminne      |
| Lagga 25:1             | Stensättning |              | Lagga, Uppland      |             | 59.810363, 17.800137 | 10025200250001 | Ladda upp en bild av detta fornminne      |
| Lagga 26:1             | Gravfält     |              | Lagga, Uppland      |             | 59.798915, 17.813175 | 10025200260001 | Ladda upp en bild av detta fornminne      |
| Lagga 27:1             | Gravfält     |              | Lagga, Uppland      |             | 59.798097, 17.811833 | 10025200270001 | Ladda upp en bild av detta fornminne      |
| Lagga 28:1             | Gravfält     |              | Lagga, Uppland      |             | 59.804783, 17.815242 | 10025200280001 | Ladda upp en bild av detta fornminne      |
| Lagga 29:1             | Gravfält     |              | Lagga, Uppland      |             | 59.801683, 17.834518 | 10025200290001 | Ladda upp en bild av detta fornminne      |
| Lagga 30:1             | Stensättning |              | Lagga, Uppland      |             | 59.782425, 17.829063 | 10025200300001 | Ladda upp en bild av detta fornminne      |
| Lagga 31:1             | Stensättning |              | Lagga, Uppland      |             | 59.782115, 17.827163 | 10025200310001 | Ladda upp en bild av detta fornminne      |
| Lagga 32:1             | Gravfält     |              | Lagga, Uppland      |             | 59.798650, 17.816676 | 10025200320001 | Ladda upp en bild av detta fornminne      |
| Lagga 33:1             | Gravfält     |              | Lagga, Uppland      |             | 59.800056, 17.808781 | 10025200330001 | Ladda upp en bild av detta fornminne      |
| Storhögen (Lagga 34:1) | Hög          |              | Lagga, Uppland      |             | 59.785693, 17.861538 | 10025200340001 | Ladda upp en bild av detta fornminne      |
| U 484 (Lagga 40:1)     | Runristning  |              | Lagga, Uppland      | Kasby       | 59.803085, 17.836180 | 10025200400001 | Ladda upp en till bild av detta fornminne |
| U 483 (Lagga 41:1)     | Runristning  |              | Lagga, Uppland      | Kasby       | 59.801754, 17.838179 | 10025200410001 | Ladda upp en till bild av detta fornminne |
| U 482 (Lagga 42:1)     | Runristning  |              | Lagga, Uppland      | Kasby       | 59.801866, 17.838495 | 10025200420001 | Ladda upp en till bild av detta fornminne |
| U 481 (Lagga 43:1)     | Runristning  |              | Lagga, Uppland      | Lagga kyrka | 59.796598, 17.839593 | 10025200430001 | Ladda upp en till bild av detta fornminne |
| U 492 (Lagga 45:1)     | Runristning  |              | Lagga, Uppland      | Örby        | 59.790489, 17.840289 | 10025200450001 | Ladda upp en till bild av detta fornminne |
| Lagga 46:1             | Gravfält     |              | Lagga, Uppland      |             | 59.797324, 17.816418 | 10025200460001 | Ladda upp en bild av detta fornminne      |
| Lagga 48:1             | Stensättning |              | Lagga, Uppland      |             | 59.795944, 17.825282 | 10025200480001 | Ladda upp en bild av detta fornminne      |
| Lagga 49:1             | Gravfält     |              | Lagga, Uppland      |             | 59.773601, 17.773623 | 10025200490001 | Ladda upp en bild av detta fornminne      |
| Lagga 50:1             | Stensättning |              | Lagga, Uppland      |             | 59.774760, 17.778051 | 10025200500001 | Ladda upp en bild av detta fornminne      |
| Lagga 52:1             | Hög          |              | Lagga, Uppland      |             | 59.782856, 17.836856 | 10025200520001 | Ladda upp en bild av detta fornminne      |
| Lagga 53:1             | Stensättning |              | Lagga, Uppland      |             | 59.783228, 17.836061 | 10025200530001 | Ladda upp en bild av detta fornminne      |
| Lagga 54:1             | Stensättning |              | Lagga, Uppland      |             | 59.776808, 17.875831 | 10025200540001 | Ladda upp en bild av detta fornminne      |
| Lagga 55:1             | Gravfält     |              | Lagga, Uppland      |             | 59.806351, 17.840278 | 10025200550001 | Ladda upp en bild av detta fornminne      |
| Lagga 57:1             | Gravfält     |              | Lagga, Uppland      |             | 59.799986, 17.835406 | 10025200570001 | Ladda upp en bild av detta fornminne      |
| Lagga 58:1             | Röse         |              | Lagga, Uppland      |             | 59.804496, 17.816209 | 10025200580001 | Ladda upp en bild av detta fornminne      |
| Lagga 58:2             | Stensättning |              | Lagga, Uppland      |             | 59.804487, 17.816593 | 10025200580002 | Ladda upp en bild av detta fornminne      |
| Lagga 60:2             | Stensättning |              | Lagga, Uppland      |             | 59.802850, 17.808386 | 10025200600002 | Ladda upp en bild av detta fornminne      |
| U 488 (Lagga 61:1)     | Runristning  |              | Lagga, Uppland      | Morstena    | 59.798640, 17.776652 | 10025200610001 | Ladda upp en bild av detta fornminne      |
| Lagga 64:1             | Stensättning |              | Lagga, Uppland      |             | 59.775067, 17.877996 | 10025200640001 | Ladda upp en bild av detta fornminne      |
| Lagga 65:1             | Stensättning |              | Lagga, Uppland      |             | 59.789620, 17.866445 | 10025200650001 | Ladda upp en bild av detta fornminne      |
| Lagga 65:2             | Stensättning |              | Lagga, Uppland      |             | 59.789904, 17.866460 | 10025200650002 | Ladda upp en bild av detta fornminne      |
| Lagga 66:1             | Stensättning |              | Lagga, Uppland      |             | 59.787893, 17.867892 | 10025200660001 | Ladda upp en bild av detta fornminne      |
| Lagga 66:2             | Stensättning |              | Lagga, Uppland      |             | 59.788198, 17.867937 | 10025200660002 | Ladda upp en bild av detta fornminne      |
| Lagga 70:1             | Stensättning |              | Lagga, Uppland      |             | 59.795164, 17.860964 | 10025200700001 | Ladda upp en bild av detta fornminne      |
| Lagga 71:1             | Röse         |              | Lagga, Uppland      |             | 59.792088, 17.860266 | 10025200710001 | Ladda upp en bild av detta fornminne      |
| Lagga 71:2             | Stensättning |              | Lagga, Uppland      |             | 59.792224, 17.860206 | 10025200710002 | Ladda upp en bild av detta fornminne      |
| Lagga 75:1             | Stensättning |              | Lagga, Uppland      |             | 59.799934, 17.853092 | 10025200750001 | Ladda upp en bild av detta fornminne      |
| Lagga 76:1             | Gravfält     |              | Lagga, Uppland      |             | 59.805587, 17.843122 | 10025200760001 | Ladda upp en bild av detta fornminne      |
| Lagga 78:1             | Gravfält     |              | Lagga, Uppland      |             | 59.802042, 17.835589 | 10025200780001 | Ladda upp en bild av detta fornminne      |
| Lagga 82:1             | Gravfält     |              | Lagga, Uppland      |             | 59.801133, 17.816709 | 10025200820001 | Ladda upp en bild av detta fornminne      |
| Lagga 86:1             | Gravfält     |              | Lagga, Uppland      |             | 59.782442, 17.836157 | 10025200860001 | Ladda upp en bild av detta fornminne      |
| Lagga 87:1             | Stensättning |              | Lagga, Uppland      |             | 59.782209, 17.837185 | 10025200870001 | Ladda upp en bild av detta fornminne      |
| Lagga 88:1             | Stensättning |              | Lagga, Uppland      |             | 59.768271, 17.847411 | 10025200880001 | Ladda upp en bild av detta fornminne      |
| Lagga 89:1             | Gravfält     |              | Lagga, Uppland      |             | 59.768726, 17.848258 | 10025200890001 | Ladda upp en bild av detta fornminne      |
| Lagga 90:1             | Stensättning |              | Lagga, Uppland      |             | 59.768244, 17.848463 | 10025200900001 | Ladda upp en bild av detta fornminne      |
| Lagga 91:1             | Stensättning |              | Lagga, Uppland      |             | 59.767597, 17.846424 | 10025200910001 | Ladda upp en bild av detta fornminne      |
| Lagga 96:1             | Stensättning |              | Lagga, Uppland      |             | 59.781890, 17.826560 | 10025200960001 | Ladda upp en bild av detta fornminne      |
| Lagga 98:1             | Stensättning |              | Lagga, Uppland      |             | 59.782566, 17.821858 | 10025200980001 | Ladda upp en bild av detta fornminne      |
| Lagga 98:2             | Stensättning |              | Lagga, Uppland      |             | 59.782693, 17.821886 | 10025200980002 | Ladda upp en bild av detta fornminne      |

## Vassunda
| Namn                         | Lämningstyp                      | Tillkomsttid | Historisk indelning | Plats       | Läge                 | ID-nr          | Bild                                      |
| ---------------------------- | -------------------------------- | ------------ | ------------------- | ----------- | -------------------- | -------------- | ----------------------------------------- |
| Vassunda 1:1                 | Gravfält                         |              | Vassunda, Uppland   |             | 59.714907, 17.705945 | 10028700010001 | Ladda upp en bild av detta fornminne      |
| Vassunda 1:2                 | Husgrund, förhistorisk/medeltida |              | Vassunda, Uppland   |             | 59.714740, 17.705395 | 10028700010002 | Ladda upp en bild av detta fornminne      |
| Vassunda 4:1                 | Gravfält                         |              | Vassunda, Uppland   |             | 59.714959, 17.703253 | 10028700040001 | Ladda upp en bild av detta fornminne      |
| Vassunda 7:1                 | Stensättning                     |              | Vassunda, Uppland   |             | 59.713391, 17.712579 | 10028700070001 | Ladda upp en bild av detta fornminne      |
| Vassunda 12:1                | Gravfält                         |              | Vassunda, Uppland   |             | 59.721367, 17.712672 | 10028700120001 | Ladda upp en bild av detta fornminne      |
| Vassunda 13:1                | Gravfält                         |              | Vassunda, Uppland   |             | 59.723860, 17.702862 | 10028700130001 | Ladda upp en bild av detta fornminne      |
| Vassunda 14:1                | Gravfält                         |              | Vassunda, Uppland   |             | 59.720500, 17.715214 | 10028700140001 | Ladda upp en bild av detta fornminne      |
| Vassunda 17:1                | Stensättning                     |              | Vassunda, Uppland   |             | 59.722549, 17.703091 | 10028700170001 | Ladda upp en bild av detta fornminne      |
| Vassunda 18:1                | Hög                              |              | Vassunda, Uppland   |             | 59.721583, 17.699286 | 10028700180001 | Ladda upp en bild av detta fornminne      |
| Vassunda 21:1                | Stensättning                     |              | Vassunda, Uppland   |             | 59.724473, 17.736961 | 10028700210001 | Ladda upp en bild av detta fornminne      |
| Vassunda 22:1                | Röse                             |              | Vassunda, Uppland   |             | 59.718437, 17.733991 | 10028700220001 | Ladda upp en bild av detta fornminne      |
| Vassunda 22:2                | Stensättning                     |              | Vassunda, Uppland   |             | 59.718219, 17.734247 | 10028700220002 | Ladda upp en bild av detta fornminne      |
| Vassunda 23:1                | Gravfält                         |              | Vassunda, Uppland   |             | 59.717888, 17.741015 | 10028700230001 | Ladda upp en bild av detta fornminne      |
| Vassunda 25:1                | Hög                              |              | Vassunda, Uppland   |             | 59.722038, 17.739033 | 10028700250001 | Ladda upp en bild av detta fornminne      |
| Vassunda 25:2                | Hög                              |              | Vassunda, Uppland   |             | 59.721867, 17.739228 | 10028700250002 | Ladda upp en bild av detta fornminne      |
| Vassunda 25:3                | Stensättning                     |              | Vassunda, Uppland   |             | 59.722136, 17.738700 | 10028700250003 | Ladda upp en bild av detta fornminne      |
| Vassunda 25:4                | Stensättning                     |              | Vassunda, Uppland   |             | 59.721954, 17.738606 | 10028700250004 | Ladda upp en bild av detta fornminne      |
| Vassunda 26:1                | Stensättning                     |              | Vassunda, Uppland   |             | 59.700712, 17.716052 | 10028700260001 | Ladda upp en bild av detta fornminne      |
| Vassunda 27:1                | Stensättning                     |              | Vassunda, Uppland   |             | 59.700962, 17.711886 | 10028700270001 | Ladda upp en bild av detta fornminne      |
| Vassunda 28:1                | Hög                              |              | Vassunda, Uppland   |             | 59.702180, 17.708070 | 10028700280001 | Ladda upp en bild av detta fornminne      |
| Vassunda 28:2                | Stensättning                     |              | Vassunda, Uppland   |             | 59.702078, 17.708035 | 10028700280002 | Ladda upp en bild av detta fornminne      |
| Vassunda 28:3                | Stensättning                     |              | Vassunda, Uppland   |             | 59.702039, 17.707791 | 10028700280003 | Ladda upp en bild av detta fornminne      |
| Vassunda 29:1                | Stensättning                     |              | Vassunda, Uppland   |             | 59.701324, 17.701007 | 10028700290001 | Ladda upp en bild av detta fornminne      |
| Vassunda 31:1                | Gravfält                         |              | Vassunda, Uppland   |             | 59.698798, 17.694941 | 10028700310001 | Ladda upp en bild av detta fornminne      |
| Vassunda 32:1                | Röse                             |              | Vassunda, Uppland   |             | 59.698224, 17.689469 | 10028700320001 | Ladda upp en bild av detta fornminne      |
| U 464 (Vassunda 33:1)        | Runristning                      |              | Vassunda, Uppland   | Edeby       | 59.719486, 17.684868 | 10028700330001 | Ladda upp en till bild av detta fornminne |
| Vassunda 34:1                | Gravfält                         |              | Vassunda, Uppland   |             | 59.721244, 17.675311 | 10028700340001 | Ladda upp en bild av detta fornminne      |
| Vassunda 35:1                | Stensättning                     |              | Vassunda, Uppland   |             | 59.711295, 17.665661 | 10028700350001 | Ladda upp en bild av detta fornminne      |
| Vassunda 36:1                | Gravfält                         |              | Vassunda, Uppland   |             | 59.713433, 17.669812 | 10028700360001 | Ladda upp en bild av detta fornminne      |
| Vassunda 37:1                | Gravfält                         |              | Vassunda, Uppland   |             | 59.715325, 17.667070 | 10028700370001 | Ladda upp en bild av detta fornminne      |
| Vassunda 38:1                | Gravfält                         |              | Vassunda, Uppland   |             | 59.716952, 17.671192 | 10028700380001 | Ladda upp en bild av detta fornminne      |
| Vassunda 39:1                | Stensättning                     |              | Vassunda, Uppland   |             | 59.718592, 17.671006 | 10028700390001 | Ladda upp en bild av detta fornminne      |
| Vassunda 41:1                | Gravfält                         |              | Vassunda, Uppland   |             | 59.717951, 17.672497 | 10028700410001 | Ladda upp en bild av detta fornminne      |
| Vassunda 42:1                | Gravfält                         |              | Vassunda, Uppland   |             | 59.721333, 17.669781 | 10028700420001 | Ladda upp en bild av detta fornminne      |
| Vassunda 43:1                | Stensättning                     |              | Vassunda, Uppland   |             | 59.721386, 17.670749 | 10028700430001 | Ladda upp en bild av detta fornminne      |
| Vassunda 44:1                | Gravfält                         |              | Vassunda, Uppland   |             | 59.720726, 17.669356 | 10028700440001 | Ladda upp en bild av detta fornminne      |
| Vassunda 45:1                | Röse                             |              | Vassunda, Uppland   |             | 59.710380, 17.663523 | 10028700450001 | Ladda upp en bild av detta fornminne      |
| Vassunda 45:2                | Röse                             |              | Vassunda, Uppland   |             | 59.710185, 17.663933 | 10028700450002 | Ladda upp en bild av detta fornminne      |
| Vassunda 46:1                | Röse                             |              | Vassunda, Uppland   |             | 59.709270, 17.663646 | 10028700460001 | Ladda upp en bild av detta fornminne      |
| Vassunda 47:1                | Röse                             |              | Vassunda, Uppland   |             | 59.713624, 17.674289 | 10028700470001 | Ladda upp en bild av detta fornminne      |
| Vassunda 48:1                | Stensättning                     |              | Vassunda, Uppland   |             | 59.712971, 17.673969 | 10028700480001 | Ladda upp en bild av detta fornminne      |
| Vassunda 48:2                | Stensättning                     |              | Vassunda, Uppland   |             | 59.713137, 17.673736 | 10028700480002 | Ladda upp en bild av detta fornminne      |
| Vassunda 50:1                | Röse                             |              | Vassunda, Uppland   |             | 59.704892, 17.664780 | 10028700500001 | Ladda upp en bild av detta fornminne      |
| Vassunda 50:2                | Stensättning                     |              | Vassunda, Uppland   |             | 59.704985, 17.664927 | 10028700500002 | Ladda upp en bild av detta fornminne      |
| Vassunda 51:1                | Stensättning                     |              | Vassunda, Uppland   |             | 59.705221, 17.660939 | 10028700510001 | Ladda upp en bild av detta fornminne      |
| Vassunda 52:1                | Stensättning                     |              | Vassunda, Uppland   |             | 59.707709, 17.651429 | 10028700520001 | Ladda upp en bild av detta fornminne      |
| Vassunda 53:1                | Röse                             |              | Vassunda, Uppland   |             | 59.709458, 17.653437 | 10028700530001 | Ladda upp en bild av detta fornminne      |
| Vassunda 53:2                | Stensättning                     |              | Vassunda, Uppland   |             | 59.709453, 17.653678 | 10028700530002 | Ladda upp en bild av detta fornminne      |
| Vassunda 53:3                | Stensättning                     |              | Vassunda, Uppland   |             | 59.709419, 17.653229 | 10028700530003 | Ladda upp en bild av detta fornminne      |
| Vassunda 54:1                | Gravfält                         |              | Vassunda, Uppland   |             | 59.709772, 17.655270 | 10028700540001 | Ladda upp en bild av detta fornminne      |
| Vassunda 55:1                | Stensättning                     |              | Vassunda, Uppland   |             | 59.706385, 17.654387 | 10028700550001 | Ladda upp en bild av detta fornminne      |
| Vassunda 55:3                | Stensättning                     |              | Vassunda, Uppland   |             | 59.706068, 17.654663 | 10028700550003 | Ladda upp en bild av detta fornminne      |
| Vassunda 56:1                | Stensättning                     |              | Vassunda, Uppland   |             | 59.707067, 17.652718 | 10028700560001 | Ladda upp en bild av detta fornminne      |
| Vassunda 56:2                | Stensättning                     |              | Vassunda, Uppland   |             | 59.706947, 17.652956 | 10028700560002 | Ladda upp en bild av detta fornminne      |
| Vassunda 57:1                | Röse                             |              | Vassunda, Uppland   |             | 59.705645, 17.653110 | 10028700570001 | Ladda upp en bild av detta fornminne      |
| Vassunda 57:2                | Stensättning                     |              | Vassunda, Uppland   |             | 59.705521, 17.653001 | 10028700570002 | Ladda upp en bild av detta fornminne      |
| Vassunda 58:1                | Stensättning                     |              | Vassunda, Uppland   |             | 59.704141, 17.649177 | 10028700580001 | Ladda upp en bild av detta fornminne      |
| Vassunda 62:1                | Gravfält                         |              | Vassunda, Uppland   |             | 59.696777, 17.718427 | 10028700620001 | Ladda upp en bild av detta fornminne      |
| Vassunda 63:1                | Hög                              |              | Vassunda, Uppland   |             | 59.697948, 17.715957 | 10028700630001 | Ladda upp en bild av detta fornminne      |
| Vassunda 63:2                | Hög                              |              | Vassunda, Uppland   |             | 59.697755, 17.716090 | 10028700630002 | Ladda upp en bild av detta fornminne      |
| Vassunda 64:1                | Gravfält                         |              | Vassunda, Uppland   |             | 59.698287, 17.706185 | 10028700640001 | Ladda upp en bild av detta fornminne      |
| U 463 (Vassunda 65:1)        | Runristning                      |              | Vassunda, Uppland   | Ala         | 59.689973, 17.717786 | 10028700650001 | Ladda upp en till bild av detta fornminne |
| Vassunda 66:1                | Gravfält                         |              | Vassunda, Uppland   |             | 59.690100, 17.717991 | 10028700660001 | Ladda upp en bild av detta fornminne      |
| Vassunda 67:1                | Gravfält                         |              | Vassunda, Uppland   |             | 59.689328, 17.717157 | 10028700670001 | Ladda upp en bild av detta fornminne      |
| Vassunda 69:1                | Gravfält                         |              | Vassunda, Uppland   |             | 59.694575, 17.707879 | 10028700690001 | Ladda upp en bild av detta fornminne      |
| Vassunda 70:1                | Stensättning                     |              | Vassunda, Uppland   |             | 59.687345, 17.709406 | 10028700700001 | Ladda upp en bild av detta fornminne      |
| Vassunda 71:1                | Gravfält                         |              | Vassunda, Uppland   |             | 59.688289, 17.709384 | 10028700710001 | Ladda upp en bild av detta fornminne      |
| Vassunda 71:2                | Gravfält                         |              | Vassunda, Uppland   |             | 59.689048, 17.708321 | 10028700710002 | Ladda upp en bild av detta fornminne      |
| Vassunda 72:1                | Stensättning                     |              | Vassunda, Uppland   |             | 59.690269, 17.707786 | 10028700720001 | Ladda upp en bild av detta fornminne      |
| Vassunda 72:3                | Stensättning                     |              | Vassunda, Uppland   |             | 59.690261, 17.707583 | 10028700720003 | Ladda upp en bild av detta fornminne      |
| Vassunda 73:1                | Stensättning                     |              | Vassunda, Uppland   |             | 59.709470, 17.742161 | 10028700730001 | Ladda upp en bild av detta fornminne      |
| U 462 (Vassunda 75:1)        | Runristning                      |              | Vassunda, Uppland   | Prästgården | 59.704939, 17.738258 | 10028700750001 | Ladda upp en till bild av detta fornminne |
| Vassunda 76:1                | Stensättning                     |              | Vassunda, Uppland   |             | 59.706207, 17.736614 | 10028700760001 | Ladda upp en bild av detta fornminne      |
| Vassunda 77:1                | Gravfält                         |              | Vassunda, Uppland   |             | 59.705397, 17.733116 | 10028700770001 | Ladda upp en bild av detta fornminne      |
| Vassunda 78:1                | Gravfält                         |              | Vassunda, Uppland   |             | 59.704260, 17.735246 | 10028700780001 | Ladda upp en bild av detta fornminne      |
| Vassunda 79:1                | Hög                              |              | Vassunda, Uppland   |             | 59.704268, 17.735940 | 10028700790001 | Ladda upp en bild av detta fornminne      |
| Vassunda 81:1                | Gravfält                         |              | Vassunda, Uppland   |             | 59.692337, 17.727039 | 10028700810001 | Ladda upp en bild av detta fornminne      |
| Vassunda 82:1                | Stensättning                     |              | Vassunda, Uppland   |             | 59.690948, 17.727488 | 10028700820001 | Ladda upp en bild av detta fornminne      |
| Vassunda 83:1                | Stensättning                     |              | Vassunda, Uppland   |             | 59.689674, 17.728072 | 10028700830001 | Ladda upp en bild av detta fornminne      |
| Vassunda 85:1                | Gravfält                         |              | Vassunda, Uppland   |             | 59.686050, 17.729313 | 10028700850001 | Ladda upp en bild av detta fornminne      |
| Vassunda 86:1                | Stensättning                     |              | Vassunda, Uppland   |             | 59.683336, 17.731609 | 10028700860001 | Ladda upp en bild av detta fornminne      |
| Vassunda 87:1                | Gravfält                         |              | Vassunda, Uppland   |             | 59.681879, 17.728855 | 10028700870001 | Ladda upp en bild av detta fornminne      |
| Vassunda 88:1                | Gravfält                         |              | Vassunda, Uppland   |             | 59.683603, 17.725090 | 10028700880001 | Ladda upp en bild av detta fornminne      |
| Vassunda 89:1                | Gravfält                         |              | Vassunda, Uppland   |             | 59.683486, 17.726430 | 10028700890001 | Ladda upp en bild av detta fornminne      |
| U 466 (Vassunda 93:1)        | Runristning                      |              | Vassunda, Uppland   | Tibble      | 59.691389, 17.761961 | 10028700930001 | Ladda upp en till bild av detta fornminne |
| U Fv1976;108 (Vassunda 94:1) | Runristning                      |              | Vassunda, Uppland   | Tibble      | 59.691461, 17.762205 | 10028700940001 | Ladda upp en till bild av detta fornminne |
| U 467 (Vassunda 95:1)        | Runristning                      |              | Vassunda, Uppland   | Tibble      | 59.691498, 17.762404 | 10028700950001 | Ladda upp en till bild av detta fornminne |
| Vassunda 96:1                | Gravfält                         |              | Vassunda, Uppland   |             | 59.691368, 17.760750 | 10028700960001 | Ladda upp en bild av detta fornminne      |
| Vassunda 97:1                | Gravfält                         |              | Vassunda, Uppland   |             | 59.692306, 17.760283 | 10028700970001 | Ladda upp en bild av detta fornminne      |
| Vassunda 98:1                | Gravfält                         |              | Vassunda, Uppland   |             | 59.692320, 17.750791 | 10028700980001 | Ladda upp en bild av detta fornminne      |
| Vassunda 99:1                | Stensättning                     |              | Vassunda, Uppland   |             | 59.690132, 17.749718 | 10028700990001 | Ladda upp en bild av detta fornminne      |
| Vassunda 99:2                | Gravfält                         |              | Vassunda, Uppland   |             | 59.690532, 17.749549 | 10028700990002 | Ladda upp en bild av detta fornminne      |
| U 468 (Vassunda 100:1)       | Runristning                      |              | Vassunda, Uppland   | Tibble      | 59.687611, 17.751284 | 10028701000001 | Ladda upp en till bild av detta fornminne |
| Vassunda 101:1               | Gravfält                         |              | Vassunda, Uppland   |             | 59.683511, 17.753224 | 10028701010001 | Ladda upp en bild av detta fornminne      |
| Vassunda 103:1               | Stensättning                     |              | Vassunda, Uppland   |             | 59.684090, 17.741831 | 10028701030001 | Ladda upp en bild av detta fornminne      |
| Vassunda 103:2               | Stensättning                     |              | Vassunda, Uppland   |             | 59.684077, 17.741695 | 10028701030002 | Ladda upp en bild av detta fornminne      |
| Vassunda 103:3               | Stensättning                     |              | Vassunda, Uppland   |             | 59.684204, 17.741765 | 10028701030003 | Ladda upp en bild av detta fornminne      |
| Vassunda 105:1               | Stensättning                     |              | Vassunda, Uppland   |             | 59.675842, 17.762521 | 10028701050001 | Ladda upp en bild av detta fornminne      |
| Vassunda 105:2               | Stensättning                     |              | Vassunda, Uppland   |             | 59.675943, 17.762509 | 10028701050002 | Ladda upp en bild av detta fornminne      |
| Vassunda 105:3               | Stensättning                     |              | Vassunda, Uppland   |             | 59.676065, 17.762729 | 10028701050003 | Ladda upp en bild av detta fornminne      |
| Vassunda 106:1               | Stensättning                     |              | Vassunda, Uppland   |             | 59.683861, 17.742860 | 10028701060001 | Ladda upp en bild av detta fornminne      |
| Vassunda 106:2               | Stensättning                     |              | Vassunda, Uppland   |             | 59.684179, 17.742918 | 10028701060002 | Ladda upp en bild av detta fornminne      |
| Vassunda 107:1               | Röse                             |              | Vassunda, Uppland   |             | 59.710167, 17.657873 | 10028701070001 | Ladda upp en bild av detta fornminne      |
| Vassunda 107:2               | Röse                             |              | Vassunda, Uppland   |             | 59.710112, 17.657651 | 10028701070002 | Ladda upp en bild av detta fornminne      |
| Vassunda 107:3               | Stensättning                     |              | Vassunda, Uppland   |             | 59.710182, 17.658126 | 10028701070003 | Ladda upp en bild av detta fornminne      |
| Vassunda 108:1               | Röse                             |              | Vassunda, Uppland   |             | 59.705983, 17.655487 | 10028701080001 | Ladda upp en bild av detta fornminne      |
| Vassunda 108:2               | Stensättning                     |              | Vassunda, Uppland   |             | 59.706084, 17.655254 | 10028701080002 | Ladda upp en bild av detta fornminne      |
| Vassunda 109:1               | Stensättning                     |              | Vassunda, Uppland   |             | 59.716358, 17.650720 | 10028701090001 | Ladda upp en bild av detta fornminne      |
| Vassunda 110:1               | Stensättning                     |              | Vassunda, Uppland   |             | 59.716966, 17.649465 | 10028701100001 | Ladda upp en bild av detta fornminne      |
| Vassunda 111:1               | Hällristning                     |              | Vassunda, Uppland   |             | 59.717412, 17.700439 | 10028701110001 | Ladda upp en bild av detta fornminne      |
| Vassunda 120:1               | Stensättning                     |              | Vassunda, Uppland   |             | 59.727102, 17.730120 | 10028701200001 | Ladda upp en bild av detta fornminne      |
| Vassunda 133:1               | Stensättning                     |              | Vassunda, Uppland   |             | 59.708362, 17.731519 | 10028701330001 | Ladda upp en bild av detta fornminne      |
| Vassunda 168:1               | Stensättning                     |              | Vassunda, Uppland   |             | 59.711199, 17.671347 | 10028701680001 | Ladda upp en bild av detta fornminne      |

## Östuna
| Namn                      | Lämningstyp                 | Tillkomsttid | Historisk indelning | Plats    | Läge                 | ID-nr          | Bild                                 |
| ------------------------- | --------------------------- | ------------ | ------------------- | -------- | -------------------- | -------------- | ------------------------------------ |
| Östuna 1:1                | Stensättning                |              | Östuna, Uppland     |          | 59.756539, 17.913582 | 10030500010001 | Ladda upp en bild av detta fornminne |
| Östuna 2:1                | Stensättning                |              | Östuna, Uppland     |          | 59.755712, 17.914147 | 10030500020001 | Ladda upp en bild av detta fornminne |
| Östuna 2:2                | Hög                         |              | Östuna, Uppland     |          | 59.755532, 17.914242 | 10030500020002 | Ladda upp en bild av detta fornminne |
| Östuna 3:1                | Gravfält                    |              | Östuna, Uppland     |          | 59.754380, 17.917904 | 10030500030001 | Ladda upp en bild av detta fornminne |
| Östuna 4:1                | Stensättning                |              | Östuna, Uppland     |          | 59.773580, 17.884174 | 10030500040001 | Ladda upp en bild av detta fornminne |
| Östuna 4:2                | Stensättning                |              | Östuna, Uppland     |          | 59.773497, 17.883817 | 10030500040002 | Ladda upp en bild av detta fornminne |
| Östuna 5:1                | Gravfält                    |              | Östuna, Uppland     |          | 59.765893, 17.927746 | 10030500050001 | Ladda upp en bild av detta fornminne |
| Östuna 6:1                | Gravfält                    |              | Östuna, Uppland     |          | 59.765731, 17.925033 | 10030500060001 | Ladda upp en bild av detta fornminne |
| Östuna 7:1                | Grav- och boplatsområde     |              | Östuna, Uppland     |          | 59.771166, 17.913308 | 10030500070001 | Ladda upp en bild av detta fornminne |
| Östuna 8:1                | Stensättning                |              | Östuna, Uppland     |          | 59.757492, 17.931362 | 10030500080001 | Ladda upp en bild av detta fornminne |
| Östuna 8:2                | Hög                         |              | Östuna, Uppland     |          | 59.757374, 17.931421 | 10030500080002 | Ladda upp en bild av detta fornminne |
| Östuna 8:3                | Hög                         |              | Östuna, Uppland     |          | 59.757097, 17.931577 | 10030500080003 | Ladda upp en bild av detta fornminne |
| Östuna 8:4                | Stensättning                |              | Östuna, Uppland     |          | 59.757132, 17.932198 | 10030500080004 | Ladda upp en bild av detta fornminne |
| U Fv1980;237 (Östuna 8:5) | Runristning                 |              | Östuna, Uppland     | Risberga | 59.757660, 17.931430 | 10030500080005 | Ladda upp en bild av detta fornminne |
| Östuna 10:1               | Gravfält                    |              | Östuna, Uppland     |          | 59.766216, 17.899300 | 10030500100001 | Ladda upp en bild av detta fornminne |
| Östuna 11:1               | Hög                         |              | Östuna, Uppland     |          | 59.765297, 17.899922 | 10030500110001 | Ladda upp en bild av detta fornminne |
| Östuna 13:1               | Gravfält                    |              | Östuna, Uppland     |          | 59.768767, 17.896530 | 10030500130001 | Ladda upp en bild av detta fornminne |
| Östuna 14:1               | Begravningsplats            |              | Östuna, Uppland     |          | 59.758897, 17.911461 | 10030500140001 | Ladda upp en bild av detta fornminne |
| Östuna 16:1               | Gravfält                    |              | Östuna, Uppland     |          | 59.765821, 17.859990 | 10030500160001 | Ladda upp en bild av detta fornminne |
| Östuna 17:1               | Hög                         |              | Östuna, Uppland     |          | 59.771282, 17.871453 | 10030500170001 | Ladda upp en bild av detta fornminne |
| Östuna 18:1               | Gravfält                    |              | Östuna, Uppland     |          | 59.768905, 17.876499 | 10030500180001 | Ladda upp en bild av detta fornminne |
| Östuna 20:1               | Stensättning                |              | Östuna, Uppland     |          | 59.765840, 17.882147 | 10030500200001 | Ladda upp en bild av detta fornminne |
| Östuna 23:1               | Hög                         |              | Östuna, Uppland     |          | 59.752248, 17.865456 | 10030500230001 | Ladda upp en bild av detta fornminne |
| Östuna 23:4               | Stensättning                |              | Östuna, Uppland     |          | 59.751967, 17.865428 | 10030500230004 | Ladda upp en bild av detta fornminne |
| Östuna 26:1               | Stensättning                |              | Östuna, Uppland     |          | 59.746406, 17.861352 | 10030500260001 | Ladda upp en bild av detta fornminne |
| Östuna 28:1               | Stensättning                |              | Östuna, Uppland     |          | 59.746108, 17.873100 | 10030500280001 | Ladda upp en bild av detta fornminne |
| Östuna 30:1               | Gravfält                    |              | Östuna, Uppland     |          | 59.741935, 17.871232 | 10030500300001 | Ladda upp en bild av detta fornminne |
| Östuna 31:1               | Stensättning                |              | Östuna, Uppland     |          | 59.768216, 17.898261 | 10030500310001 | Ladda upp en bild av detta fornminne |
| Östuna 31:2               | Stensättning                |              | Östuna, Uppland     |          | 59.767986, 17.898578 | 10030500310002 | Ladda upp en bild av detta fornminne |
| Östuna 31:3               | Stensättning                |              | Östuna, Uppland     |          | 59.768210, 17.898962 | 10030500310003 | Ladda upp en bild av detta fornminne |
| Östuna 32:1               | Hög                         |              | Östuna, Uppland     |          | 59.768462, 17.897545 | 10030500320001 | Ladda upp en bild av detta fornminne |
| Östuna 33:1               | Gravfält                    |              | Östuna, Uppland     |          | 59.762702, 17.878480 | 10030500330001 | Ladda upp en bild av detta fornminne |
| Testugan (Östuna 35:1)    | Gravfält                    |              | Östuna, Uppland     |          | 59.744451, 17.932351 | 10030500350001 | Ladda upp en bild av detta fornminne |
| Östuna 36:1               | Gravfält                    |              | Östuna, Uppland     |          | 59.748926, 17.850425 | 10030500360001 | Ladda upp en bild av detta fornminne |
| Östuna 37:1               | Grav markerad av sten/block |              | Östuna, Uppland     |          | 59.750027, 17.849774 | 10030500370001 | Ladda upp en bild av detta fornminne |
| Östuna 37:2               | Grav markerad av sten/block |              | Östuna, Uppland     |          | 59.750143, 17.849705 | 10030500370002 | Ladda upp en bild av detta fornminne |
| Östuna 37:3               | Stensättning                |              | Östuna, Uppland     |          | 59.750283, 17.849722 | 10030500370003 | Ladda upp en bild av detta fornminne |
| Östuna 38:1               | Gravfält                    |              | Östuna, Uppland     |          | 59.749229, 17.847996 | 10030500380001 | Ladda upp en bild av detta fornminne |
| Östuna 39:1               | Gravfält                    |              | Östuna, Uppland     |          | 59.746995, 17.846803 | 10030500390001 | Ladda upp en bild av detta fornminne |
| Östuna 40:1               | Gravfält                    |              | Östuna, Uppland     |          | 59.746183, 17.843531 | 10030500400001 | Ladda upp en bild av detta fornminne |
| Östuna 42:1               | Gravfält                    |              | Östuna, Uppland     |          | 59.745904, 17.839702 | 10030500420001 | Ladda upp en bild av detta fornminne |
| Östuna 43:1               | Stensättning                |              | Östuna, Uppland     |          | 59.745093, 17.839544 | 10030500430001 | Ladda upp en bild av detta fornminne |
| Ekbacken (Östuna 44:1)    | Gravfält                    |              | Östuna, Uppland     |          | 59.743926, 17.833422 | 10030500440001 | Ladda upp en bild av detta fornminne |
| Östuna 46:1               | Gravfält                    |              | Östuna, Uppland     |          | 59.742771, 17.822592 | 10030500460001 | Ladda upp en bild av detta fornminne |
| Östuna 47:1               | Gravfält                    |              | Östuna, Uppland     |          | 59.739589, 17.821614 | 10030500470001 | Ladda upp en bild av detta fornminne |
| Östuna 48:1               | Gravfält                    |              | Östuna, Uppland     |          | 59.742413, 17.814491 | 10030500480001 | Ladda upp en bild av detta fornminne |
| Östuna 49:1               | Gravfält                    |              | Östuna, Uppland     |          | 59.738424, 17.817792 | 10030500490001 | Ladda upp en bild av detta fornminne |
| Östuna 50:1               | Gravfält                    |              | Östuna, Uppland     |          | 59.739188, 17.817446 | 10030500500001 | Ladda upp en bild av detta fornminne |
| Östuna 53:1               | Hög                         |              | Östuna, Uppland     |          | 59.735183, 17.816026 | 10030500530001 | Ladda upp en bild av detta fornminne |
| Östuna 53:2               | Stensättning                |              | Östuna, Uppland     |          | 59.735148, 17.815817 | 10030500530002 | Ladda upp en bild av detta fornminne |
| Östuna 54:1               | Hög                         |              | Östuna, Uppland     |          | 59.742889, 17.934360 | 10030500540001 | Ladda upp en bild av detta fornminne |
| Östuna 55:1               | Gravfält                    |              | Östuna, Uppland     |          | 59.738265, 17.929053 | 10030500550001 | Ladda upp en bild av detta fornminne |
| Östuna 57:1               | Stensättning                |              | Östuna, Uppland     |          | 59.736682, 17.942353 | 10030500570001 | Ladda upp en bild av detta fornminne |
| Östuna 59:1               | Grav markerad av sten/block |              | Östuna, Uppland     |          | 59.739103, 17.920637 | 10030500590001 | Ladda upp en bild av detta fornminne |
| Östuna 60:1               | Grav markerad av sten/block |              | Östuna, Uppland     |          | 59.739940, 17.920464 | 10030500600001 | Ladda upp en bild av detta fornminne |
| Östuna 60:2               | Stensättning                |              | Östuna, Uppland     |          | 59.739810, 17.920537 | 10030500600002 | Ladda upp en bild av detta fornminne |
| Östuna 60:3               | Grav markerad av sten/block |              | Östuna, Uppland     |          | 59.739737, 17.920611 | 10030500600003 | Ladda upp en bild av detta fornminne |
| Östuna 61:1               | Röse                        |              | Östuna, Uppland     |          | 59.740430, 17.921896 | 10030500610001 | Ladda upp en bild av detta fornminne |
| Östuna 62:1               | Stensättning                |              | Östuna, Uppland     |          | 59.740571, 17.920189 | 10030500620001 | Ladda upp en bild av detta fornminne |
| Östuna 63:1               | Röse                        |              | Östuna, Uppland     |          | 59.771011, 17.867445 | 10030500630001 | Ladda upp en bild av detta fornminne |
| Östuna 65:1               | Gravfält                    |              | Östuna, Uppland     |          | 59.752604, 17.869449 | 10030500650001 | Ladda upp en bild av detta fornminne |
| Östuna 68:1               | Grav- och boplatsområde     |              | Östuna, Uppland     |          | 59.748458, 17.880023 | 10030500680001 | Ladda upp en bild av detta fornminne |
| Östuna 69:1               | Gravfält                    |              | Östuna, Uppland     |          | 59.737599, 17.916691 | 10030500690001 | Ladda upp en bild av detta fornminne |
| Östuna 70:1               | Hög                         |              | Östuna, Uppland     |          | 59.742375, 17.909463 | 10030500700001 | Ladda upp en bild av detta fornminne |
| Östuna 71:1               | Begravningsplats            |              | Östuna, Uppland     |          | 59.742604, 17.908221 | 10030500710001 | Ladda upp en bild av detta fornminne |
| Östuna 72:1               | Gravfält                    |              | Östuna, Uppland     |          | 59.749883, 17.906945 | 10030500720001 | Ladda upp en bild av detta fornminne |
| Östuna 75:1               | Stensättning                |              | Östuna, Uppland     |          | 59.759911, 17.894876 | 10030500750001 | Ladda upp en bild av detta fornminne |
| Östuna 76:1               | Röse                        |              | Östuna, Uppland     |          | 59.760389, 17.895038 | 10030500760001 | Ladda upp en bild av detta fornminne |
| Östuna 78:1               | Stensättning                |              | Östuna, Uppland     |          | 59.740848, 17.811300 | 10030500780001 | Ladda upp en bild av detta fornminne |
| Östuna 78:2               | Stensättning                |              | Östuna, Uppland     |          | 59.740924, 17.811229 | 10030500780002 | Ladda upp en bild av detta fornminne |
| Östuna 80:1               | Grav markerad av sten/block |              | Östuna, Uppland     |          | 59.750114, 17.848389 | 10030500800001 | Ladda upp en bild av detta fornminne |
| Östuna 81:1               | Gravfält                    |              | Östuna, Uppland     |          | 59.749307, 17.853158 | 10030500810001 | Ladda upp en bild av detta fornminne |
| Östuna 82:1               | Stensättning                |              | Östuna, Uppland     |          | 59.738536, 17.930225 | 10030500820001 | Ladda upp en bild av detta fornminne |
| Östuna 82:2               | Stensättning                |              | Östuna, Uppland     |          | 59.738509, 17.930056 | 10030500820002 | Ladda upp en bild av detta fornminne |
| Östuna 82:3               | Stensättning                |              | Östuna, Uppland     |          | 59.738423, 17.930243 | 10030500820003 | Ladda upp en bild av detta fornminne |
| Östuna 83:1               | Stensättning                |              | Östuna, Uppland     |          | 59.741228, 17.920033 | 10030500830001 | Ladda upp en bild av detta fornminne |
| Östuna 83:2               | Stensättning                |              | Östuna, Uppland     |          | 59.741134, 17.919970 | 10030500830002 | Ladda upp en bild av detta fornminne |
| Östuna 85:1               | Gravfält                    |              | Östuna, Uppland     |          | 59.741193, 17.880027 | 10030500850001 | Ladda upp en bild av detta fornminne |
| Östuna 86:1               | Stensättning                |              | Östuna, Uppland     |          | 59.742548, 17.875654 | 10030500860001 | Ladda upp en bild av detta fornminne |
| Östuna 87:1               | Gravfält                    |              | Östuna, Uppland     |          | 59.742750, 17.877324 | 10030500870001 | Ladda upp en bild av detta fornminne |
| Östuna 88:1               | Gravfält                    |              | Östuna, Uppland     |          | 59.743808, 17.877646 | 10030500880001 | Ladda upp en bild av detta fornminne |
| Östuna 89:1               | Hög                         |              | Östuna, Uppland     |          | 59.753177, 17.869440 | 10030500890001 | Ladda upp en bild av detta fornminne |
| Östuna 90:1               | Gravfält                    |              | Östuna, Uppland     |          | 59.763135, 17.874698 | 10030500900001 | Ladda upp en bild av detta fornminne |
| Östuna 91:1               | Stensättning                |              | Östuna, Uppland     |          | 59.758999, 17.883350 | 10030500910001 | Ladda upp en bild av detta fornminne |
| Östuna 91:2               | Stensättning                |              | Östuna, Uppland     |          | 59.758915, 17.883181 | 10030500910002 | Ladda upp en bild av detta fornminne |
| Östuna 91:3               | Stensättning                |              | Östuna, Uppland     |          | 59.758910, 17.883419 | 10030500910003 | Ladda upp en bild av detta fornminne |
| Östuna 92:2               | Hög                         |              | Östuna, Uppland     |          | 59.759516, 17.883013 | 10030500920002 | Ladda upp en bild av detta fornminne |
| Östuna 94:1               | Hög                         |              | Östuna, Uppland     |          | 59.761050, 17.879041 | 10030500940001 | Ladda upp en bild av detta fornminne |
| Östuna 94:2               | Hög                         |              | Östuna, Uppland     |          | 59.760938, 17.879083 | 10030500940002 | Ladda upp en bild av detta fornminne |
| Östuna 94:3               | Hög                         |              | Östuna, Uppland     |          | 59.760942, 17.879275 | 10030500940003 | Ladda upp en bild av detta fornminne |
| Östuna 96:1               | Hög                         |              | Östuna, Uppland     |          | 59.761136, 17.884160 | 10030500960001 | Ladda upp en bild av detta fornminne |
| Östuna 97:1               | Gravfält                    |              | Östuna, Uppland     |          | 59.759309, 17.884574 | 10030500970001 | Ladda upp en bild av detta fornminne |
| Östuna 98:1               | Stensättning                |              | Östuna, Uppland     |          | 59.745729, 17.937526 | 10030500980001 | Ladda upp en bild av detta fornminne |
| Östuna 104:1              | Hällristning                |              | Östuna, Uppland     |          | 59.767682, 17.866745 | 10030501040001 | Ladda upp en bild av detta fornminne |
| Östuna 105:1              | Hällristning                |              | Östuna, Uppland     |          | 59.750234, 17.857654 | 10030501050001 | Ladda upp en bild av detta fornminne |
| Östuna 106:1              | Hällristning                |              | Östuna, Uppland     |          | 59.738506, 17.920416 | 10030501060001 | Ladda upp en bild av detta fornminne |
| Östuna 107:1              | Stensättning                |              | Östuna, Uppland     |          | 59.757179, 17.863486 | 10030501070001 | Ladda upp en bild av detta fornminne |
| Östuna 108:1              | Gravfält                    |              | Östuna, Uppland     |          | 59.759000, 17.866012 | 10030501080001 | Ladda upp en bild av detta fornminne |
| Östuna 111:1              | Stensättning                |              | Östuna, Uppland     |          | 59.745989, 17.828711 | 10030501110001 | Ladda upp en bild av detta fornminne |
| Östuna 111:2              | Stensättning                |              | Östuna, Uppland     |          | 59.745982, 17.828408 | 10030501110002 | Ladda upp en bild av detta fornminne |
| Östuna 111:3              | Stensättning                |              | Östuna, Uppland     |          | 59.745903, 17.828687 | 10030501110003 | Ladda upp en bild av detta fornminne |
| Östuna 115:1              | Gravfält                    |              | Östuna, Uppland     |          | 59.749997, 17.857591 | 10030501150001 | Ladda upp en bild av detta fornminne |
| Östuna 117:1              | Stensättning                |              | Östuna, Uppland     |          | 59.748364, 17.812003 | 10030501170001 | Ladda upp en bild av detta fornminne |
| Östuna 118:1              | Gravfält                    |              | Östuna, Uppland     |          | 59.751529, 17.859128 | 10030501180001 | Ladda upp en bild av detta fornminne |
| Östuna 121:1              | Stensättning                |              | Östuna, Uppland     |          | 59.752240, 17.868452 | 10030501210001 | Ladda upp en bild av detta fornminne |
| Östuna 121:2              | Stensättning                |              | Östuna, Uppland     |          | 59.752255, 17.868283 | 10030501210002 | Ladda upp en bild av detta fornminne |
| Östuna 121:3              | Stensättning                |              | Östuna, Uppland     |          | 59.752271, 17.868056 | 10030501210003 | Ladda upp en bild av detta fornminne |
| Östuna 123:1              | Hög                         |              | Östuna, Uppland     |          | 59.752078, 17.870585 | 10030501230001 | Ladda upp en bild av detta fornminne |
| Östuna 124:1              | Stensättning                |              | Östuna, Uppland     |          | 59.754046, 17.866108 | 10030501240001 | Ladda upp en bild av detta fornminne |
| Östuna 125:1              | Gravfält                    |              | Östuna, Uppland     |          | 59.749284, 17.877981 | 10030501250001 | Ladda upp en bild av detta fornminne |
| Östuna 127:1              | Gravfält                    |              | Östuna, Uppland     |          | 59.745063, 17.880733 | 10030501270001 | Ladda upp en bild av detta fornminne |
| Östuna 131:1              | Gravfält                    |              | Östuna, Uppland     |          | 59.745883, 17.884769 | 10030501310001 | Ladda upp en bild av detta fornminne |
| Östuna 132:1              | Grav- och boplatsområde     |              | Östuna, Uppland     |          | 59.746349, 17.879971 | 10030501320001 | Ladda upp en bild av detta fornminne |
| Östuna 136:1              | Stensättning                |              | Östuna, Uppland     |          | 59.738720, 17.915406 | 10030501360001 | Ladda upp en bild av detta fornminne |
| Östuna 137:1              | Gravfält                    |              | Östuna, Uppland     |          | 59.738012, 17.915304 | 10030501370001 | Ladda upp en bild av detta fornminne |
| Östuna 140:1              | Stensättning                |              | Östuna, Uppland     |          | 59.756618, 17.858483 | 10030501400001 | Ladda upp en bild av detta fornminne |
| Östuna 141:1              | Stensättning                |              | Östuna, Uppland     |          | 59.757156, 17.860007 | 10030501410001 | Ladda upp en bild av detta fornminne |
| Östuna 143:1              | Gravfält                    |              | Östuna, Uppland     |          | 59.757614, 17.860781 | 10030501430001 | Ladda upp en bild av detta fornminne |
| Östuna 145:1              | Stensättning                |              | Östuna, Uppland     |          | 59.756457, 17.859835 | 10030501450001 | Ladda upp en bild av detta fornminne |
| Östuna 145:2              | Stensättning                |              | Östuna, Uppland     |          | 59.756516, 17.860429 | 10030501450002 | Ladda upp en bild av detta fornminne |
| Östuna 145:3              | Stensättning                |              | Östuna, Uppland     |          | 59.756524, 17.860692 | 10030501450003 | Ladda upp en bild av detta fornminne |
| Östuna 145:4              | Stensättning                |              | Östuna, Uppland     |          | 59.756850, 17.861040 | 10030501450004 | Ladda upp en bild av detta fornminne |
| Östuna 146:1              | Stensättning                |              | Östuna, Uppland     |          | 59.755497, 17.860296 | 10030501460001 | Ladda upp en bild av detta fornminne |
| Östuna 146:2              | Stensättning                |              | Östuna, Uppland     |          | 59.755450, 17.859959 | 10030501460002 | Ladda upp en bild av detta fornminne |
| Östuna 150:1              | Stensättning                |              | Östuna, Uppland     |          | 59.760555, 17.877213 | 10030501500001 | Ladda upp en bild av detta fornminne |
| Östuna 151:1              | Stensättning                |              | Östuna, Uppland     |          | 59.761690, 17.878957 | 10030501510001 | Ladda upp en bild av detta fornminne |
| Östuna 152:1              | Stensättning                |              | Östuna, Uppland     |          | 59.759163, 17.885796 | 10030501520001 | Ladda upp en bild av detta fornminne |
| Östuna 152:2              | Stensättning                |              | Östuna, Uppland     |          | 59.759187, 17.885972 | 10030501520002 | Ladda upp en bild av detta fornminne |
| Östuna 154:1              | Stensättning                |              | Östuna, Uppland     |          | 59.760420, 17.892284 | 10030501540001 | Ladda upp en bild av detta fornminne |
| Östuna 159:1              | Stensättning                |              | Östuna, Uppland     |          | 59.743977, 17.880813 | 10030501590001 | Ladda upp en bild av detta fornminne |
| Östuna 163:1              | Gravfält                    |              | Östuna, Uppland     |          | 59.772445, 17.919589 | 10030501630001 | Ladda upp en bild av detta fornminne |
| Östuna 167:1              | Gravfält                    |              | Östuna, Uppland     |          | 59.765546, 17.910205 | 10030501670001 | Ladda upp en bild av detta fornminne |
| Östuna 171:1              | Stensättning                |              | Östuna, Uppland     |          | 59.767887, 17.908291 | 10030501710001 | Ladda upp en bild av detta fornminne |
| Östuna 171:2              | Stensättning                |              | Östuna, Uppland     |          | 59.767925, 17.908614 | 10030501710002 | Ladda upp en bild av detta fornminne |
| Östuna 177:1              | Gravfält                    |              | Östuna, Uppland     |          | 59.769578, 17.927821 | 10030501770001 | Ladda upp en bild av detta fornminne |
| Östuna 178:1              | Hög                         |              | Östuna, Uppland     |          | 59.773233, 17.928903 | 10030501780001 | Ladda upp en bild av detta fornminne |
| Östuna 178:2              | Hög                         |              | Östuna, Uppland     |          | 59.773131, 17.928709 | 10030501780002 | Ladda upp en bild av detta fornminne |
| Östuna 178:3              | Hög                         |              | Östuna, Uppland     |          | 59.772952, 17.928699 | 10030501780003 | Ladda upp en bild av detta fornminne |
| Östuna 180:1              | Gravfält                    |              | Östuna, Uppland     |          | 59.738002, 17.918104 | 10030501800001 | Ladda upp en bild av detta fornminne |
| Östuna 181:1              | Stensättning                |              | Östuna, Uppland     |          | 59.738744, 17.919565 | 10030501810001 | Ladda upp en bild av detta fornminne |
| Östuna 186:1              | Gravfält                    |              | Östuna, Uppland     |          | 59.754834, 17.859762 | 10030501860001 | Ladda upp en bild av detta fornminne |
| Östuna 187:1              | Stensättning                |              | Östuna, Uppland     |          | 59.762182, 17.923228 | 10030501870001 | Ladda upp en bild av detta fornminne |
| Östuna 188:1              | Stensättning                |              | Östuna, Uppland     |          | 59.754951, 17.861011 | 10030501880001 | Ladda upp en bild av detta fornminne |
| Östuna 188:2              | Stensättning                |              | Östuna, Uppland     |          | 59.754763, 17.860989 | 10030501880002 | Ladda upp en bild av detta fornminne |
| Östuna 188:3              | Stensättning                |              | Östuna, Uppland     |          | 59.754941, 17.860741 | 10030501880003 | Ladda upp en bild av detta fornminne |
| Östuna 189:1              | Stensättning                |              | Östuna, Uppland     |          | 59.746642, 17.882989 | 10030501890001 | Ladda upp en bild av detta fornminne |
| Östuna 190:1              | Stensättning                |              | Östuna, Uppland     |          | 59.737921, 17.872820 | 10030501900001 | Ladda upp en bild av detta fornminne |
| Östuna 191:1              | Stensättning                |              | Östuna, Uppland     |          | 59.737123, 17.871003 | 10030501910001 | Ladda upp en bild av detta fornminne |
| Östuna 192:1              | Stensättning                |              | Östuna, Uppland     |          | 59.773214, 17.860650 | 10030501920001 | Ladda upp en bild av detta fornminne |
| Östuna 193:1              | Stensättning                |              | Östuna, Uppland     |          | 59.771324, 17.860334 | 10030501930001 | Ladda upp en bild av detta fornminne |
| Östuna 200:1              | Stensättning                |              | Östuna, Uppland     |          | 59.758083, 17.854373 | 10030502000001 | Ladda upp en bild av detta fornminne |
| Östuna 208:1              | Stensättning                |              | Östuna, Uppland     |          | 59.752339, 17.849688 | 10030502080001 | Ladda upp en bild av detta fornminne |
| Östuna 210                | Stensättning                |              | Östuna, Uppland     |          | 59.757116, 17.905574 | 12000000007618 | Ladda upp en bild av detta fornminne |
| Husby-Långhundra 225:1    | Gravfält                    |              | Östuna, Uppland     |          | 59.744668, 17.945868 | 10023802250001 | Ladda upp en bild av detta fornminne |
| Husby-Långhundra 226:1    | Gravfält                    |              | Östuna, Uppland     |          | 59.742046, 17.944271 | 10023802260001 | Ladda upp en bild av detta fornminne |